# Список серий мультсериала «Гаргульи»
«Гаргульи» (англ. Gargoyles) — американский мультсериал, созданный Грегом Вайсманом. Первые два сезона транслировались на Disney’s One с 24 октября 1994 года по 15 мая 1996 года, а третий, получивший название «Гаргульи: Хроники Голиафа», выходил на ABC с 7 сентября 1996 года по 15 февраля 1997 года.

## Содержание
| Сезон | Сезон | Серии | Трансляция      | Трансляция      | Источник          |
| Сезон | Сезон | Серии | Премьера сезона | Финал сезона    | Источник          |
| ----- | ----- | ----- | --------------- | --------------- | ----------------- |
|       | 1     | 13    | 24 октября 1994 | 3 февраля 1995  | [ 3 ] [ 4 ] [ 5 ] |
|       | 2     | 52    | 4 сентября 1995 | 15 мая 1996     | [ 6 ] [ 4 ] [ 5 ] |
|       | 3     | 13    | 7 сентября 1996 | 15 февраля 1997 | [ 7 ] [ 4 ] [ 5 ] |

## Список серий

### Сезон 1 (1994—1995)
| № | #  | Название                                             | Режиссёр                          | Автор                                                  | Дата показа     | Код продукции |
| --- | -- | ---------------------------------------------------- | --------------------------------- | ------------------------------------------------------ | --------------- | ------------- |
| 1 | 1  | «Пробуждение (часть 1)» «Awakening (Part 1)»         | Сабуро Хасимото и Кадзуо Тэрада   | Постановка: Майкл Ривз Сценарий: Майкл Ривз и Эрик Люк | 24 октября 1994 | 001           |
| В 994 году средневековый замок в Шотландии подвергается нападению викингов, но атака отбита с помощью гаргулий — расы крылатых существ. Действие начинается в Нью-Йорке, на острове Манхеттен. На одном из его улиц творятся странные вещи: с вершины небоскрёба доносятся взрывы и падают глыбы камней. На место происшествия выезжает детектив Элиза Маза. Она обнаруживает следы когтей на твёрдом камне. Дабы прояснить ситуацию, зрителю предлагают оказаться в 994 году от рождества Христова в Шотландии. На Вайвернский замок перед самым заходом солнца напали в викинги во главе с Хаконом. Но они не знают, что каменные статуи гаргулий не остаются неподвижными ночью. Солнце зашло за горизонт и гаргульи ожили. Викинги не ожидали такого отпора и потерпели поражение. Вожак гаргулий Голиаф получил небольшую рану, но она исцелится во время его спячки днём. Чтобы восславить честь гаргулий, начальник стражи (или как его теперь называли, «капитан гаргулий») пригласил их в тронную залу. Но принцесса Катарина и её советник Магус были этим недовольны. Возлюбленная Голиафа (он называл её Ангел ночи) возмутилась таким оскорбительным поведением «людишек, которых они только что спасли». Из людей только мальчик Том уважал гаргулий. Когда гаргульи уснули, из Вайвернского замка направился некий человек в логово викингов и о чём-то договорился с Хаконом. Когда гаргульи проснулись, начальник стражи убедил Голиафа проследить и изгнать викингов из этих мест навсегда. И тогда вожак гаргулий и его верный друг бросились на поиски этих варваров. Гаргульи уже было нашли викингов, но это оказалась ловушка. Большая часть викингов уже подходила к замку. Рассвет. Голиаф не успел и окаменел в лесу. Замок разграблен, а его жителей и принцессу пленили. Тем предателем в белом облачении оказался начальник стражи. Хакон разбил статуи всех гаргулий. Замок пустовал. Голиаф вернулся в замок со своим другом. Он лишь произнёс: «Мой ангел ночи». |    |                                                      |                                   |                                                        |                 |               |
| 2 | 2  | «Пробуждение (часть 2)» «Awakening (Part 2)»         | Сабуро Хасимото и Кадзуо Тэрада   | Постановка: Майкл Ривз Сценарий: Майкл Ривз и Эрик Люк | 25 октября 1994 | 002           |
| Голиаф и его наставник возвращаются после заката в замок, где их ждёт ужасная картина. Друг Голиафа догадывается по перерезанным тетивам лука, что «здесь пахнет изменой». Кроме Голиафа и его друга, ещё выжило неразлучное «трио» гаргулий и пёс-гаргулья, которые по приказу Голиафа остались в гнезде гаргулий. Голиаф отправился со своими друзьями мстить викингам. А тем временем Хакон и начальник сидели в логове викингов и думали, сколько может король выплатить им за принцессу Катарину. Таким нахальным поведением были возмущена и принцесса и её советник Магус. И вот гаргульи напали. Викинги здорово перепугались. Хакон с начальником стражи решили увести принцессу. Гаргульи всех перебили, а Голиаф бросился вдогонку за принцессой. Магус, освободившись от верёвок, вышел из пещеры. Он думал что принцесса уже мертва и обвинил гаргулий в её смерти, мол, если бы не они, король бы выкупил и его и принцессу. Он начал произносить какое-то заклятье на гаргулий, используя магическую книгу Гриморум Арканорум. А тем временем, Хакон, начальник стражи и принцесса стояли на краю обрыва. Голиаф опустился на землю: Изменник! — сказал он. И Хакон поддакивал Голиафу. Между двумя командирами возникла драка и они вместе с принцессой упали в пропасть, но Голиаф успел спасти её. Тут к Голиафу прибежал тот самый мальчик Том, просив помочь своим друзьям-гаргульям. Они превратились в каменные изваяния. Магус хотел уже и Голиафа превратить в камень, но увидев принцессу живой, он ужаснулся. Магус не мог оживить друзей Голиафа, ибо когда они были в плену с принцессой, Хакон вырвал нужную страницу. Гаргульи проснутся только тогда, когда замок поднимется над небесами. Голиаф поставил статуи своих друзей в Вайвернский замок и попросил Магуса тоже превратить его в статую. А принцесса с Магусом, Томом и его матерью отправились к королю, оставив пустовать Вайвернский замок. Прошла тысяча лет. Владелец многонациональной корпорации Xanatos Enterprises Девид Занатос узнал об этой легенде и решил оживить гаргулий. Он приказал своему помощнику Оуэну Бернетту заказать технику, с целью перенести замок на вершину своего небоскрёба Eyrie Builduing. Рабочие сделали это. Теперь Вайвернский замок был над облаками. Солнце зашло за горизонт. Гаргульи ожили! Но они были удивлены внешним видом города. Занатос пригласил их а замок и рассказал гаргульям, что узнал о них из книги Гриморум Арканорум и решил проверить эту легенду. Тут на территорию замка залетел чей-то самолёт. Неизвестные люди напали на замок, но гаргульи расправились с ними в два счёта. Правда, не обошлось и без шумихи. Куски стен и башен из замка падали на улицы города и раздавались взрывы. Вот и вернулись к началу первой серии. Элиза Маза решила заняться этим делом… |    |                                                      |                                   |                                                        |                 |               |
| 3 | 3  | «Пробуждение (часть 3)» «Awakening (Part 3)»         | Сабуро Хасимото и Кадзуо Тэрада   | Постановка: Майкл Ривз Сценарий: Майкл Ривз и Эрик Люк | 26 октября 1994 | 003           |
| Голиаф знакомится с Элизой. Крупный предприниматель Девид Занатос приютивший гаргулий в 1994 году на Манхэттене просит их об одолжении. Элиза Маза решила выяснить у Девида Занатоса, что происходит на вершине его небоскрёба. Занатос утверждал, что он отражал атаку конкурирующей фирмы и не упомянул о гаргульях. Но Элизу это не убедило, и она решила продолжить собственное расследование. Оуэн проводил её к лифту, но Элиза проехала только несколько этажей и пошла с фонариком бродить по замку. Она вышла на самую вершину. Вдруг она услышала чей то рык из тёмного коридора и направила свой пистолет в темноту. Оттуда вышел пёс-гаргулья. Сзади к ней подошёл Голиаф, взял в руки её пистолет и превратил его в кучку мусора. Элиза подошла к краю замка и от страха упала вниз. Голиаф кинулся за ней вниз. Они оказались на том же небоскрёбе несколькими этажами ниже. Голиаф разговорился с Элизой и он, взяв её на плечи, взобрался на вершину небоскрёба. А тем временем другие гаргульи осваивались в новой обстановке замке. «Трио» гаргулий на кухне перевернули всё с ног на голову. Потом к беседе с Голиафом и Элизой присоединились его друзья гаргульи. Ночь уже подходила к концу, и Голиаф назначил встречу Элизе на одной из крыш домов следующей ночью. А Занатос пригласил к себе в кабинет Голиафа и попросил его о помощи. Люди, которые напали на его замок, этой ночью украли диски. Он попросил у Голиафа вернуть эти диски в ближайшее время. Они находятся на трёх базах — под землёй, на воздушной крепости, и на укреплённом центре на земле. Наступил следующий день(вернее ночь). Элиза ждала Голиафа на крыше. Но Голиаф пришёл не один. Его верный друг гаргулья, с которым он всё время шёл по жизни бок о бок(тот самый, который отправился с Голиафом изгнать викингов), пришёл удостовериться, что Элиза одна. Элиза предложила другу Голиафа пойти с ними на прогулку, но не знала как к нему обратиться. Голиаф объяснил, что у гаргулий нет имён (за исключением его самого). Друг Голиафа удивлялся, что всему дают имена. Элиза сказала, что так удобней. Даже реке. В Нью-Йорке есть река Гудзон. И друг голиафа тоже решил быть Гудзоном. «Трио» гаргулий тоже решили полетать над городом но натворили столько шалостей, даже угнали мотоцикл и умудрились его разбить. А Голиаф с Элизой прогуливались по городу. Голиаф даже пытался защитить невинного человека от грабежа. Он защитил. Но его испугались и грабители, и сама жертва. А Гудзон тем временем сидел в замке. Он с псом-гаргульей познакомились с телевизором. Когда Голиаф и Элиза гуляли в парке, на их напали те самые люди, которые атаковали замок. Они схватили Элизу и в Голиафа выстрелили… |    |                                                      |                                   |                                                        |                 |               |
| 4 | 4  | «Пробуждение (часть 4)» «Awakening (Part 4)»         | Сабуро Хасимото и Кадзуо Тэрада   | Постановка: Майкл Ривз Сценарий: Майкл Ривз и Эрик Люк | 27 октября 1994 | 004           |
| Гаргульи знакомятся с городом, на Голиафа и Элизу совершено нападение. Голиафу и Элизе удалось сбежать от людей с оружием, но это далось им нелегко. А тем временем «трио» гаргулий изучают Нью-Йорк. Они устали после долгого путешествия и даже хотели поймать такси, но это не увенчалось успехом. Тем временем, в парке у Голиафа кончались силы из-за действия какого-то препарата, который был введён ему путём выстрела. Также Элиза обнаружила у него жучок и нацепила его бродячей собаке, чтобы их недруги пошли по ложному следу. А Гудзон с псом-гаргульей уже освоились и смотрели в одной из комнат телевизор. Гудзон от души смеялся и ему, видимо, понравилось это изобретение человека. «Трио» вернулось в замок и Гудзон начал волноваться : скоро рассвет, а Голиафа всё нет. А Голиаф уже был совсем истощён. Солнце взошло, и он превратился в статую, но ведь Элиза этого не знала. Ей нужно было отвлечь людей с оружием от Голиафа, которые уже были недалеко. Элиза долго водила по парку, но в конце концов люди отвязались. Она целый день просидела около Голиафа. Наступила ночь. Голиаф поблагодарил Элизу за помощь и полетел в замок. Там, «трио» узнало, что старик-гаргулья уже именуется Гудзоном и они тоже решили взять себе имена. Коротышка стал Лексингтоном, толстячок — Бродвеем, а средний — Бруклином. Собаку-пса же стали называть Бронксом. Тут явился Оуэн и попросил зайти к Занатосу. Голиаф зашёл в обеденную залу и Девид предложил возобновить старое знакомство. Дверь открылась и появилась давняя любовь Голиафа — Ангел ночи. Она убедила его, что им нужно помочь Занатосу вернуть диски, ибо он свёл их вместе. На вопрос Голиафа, как она выжила, Ангел ночи ответила, что до осады замка, она спряталась на побережье, а когда вернулась в разграбленный замок, попросила Магуса, чтобы и она стала каменной. А Занатос нашёл её год назад и решил теперь познакомить. Итак, гаргульи отправились возвращать диски их знакомому владельцу. Голиаф и Ангел ночи пробрались на воздушную крепость, где жестокость возлюбленной Голиафа поразила его, а Ангел ночи назвала его слабаком. Гудзон и Бронкс отправились под землю, а «Трио» — Лексингтон, Бруклин и Бродвей в башенную крепость, но как только они вышли из лифта, их встретило порядка двух десятков людей, направивших на них свои орудия. |    |                                                      |                                   |                                                        |                 |               |
| 5 | 5  | «Пробуждение (часть 5)» «Awakening (Part 5)»         | Сабуро Хасимото и Кадзуо Тэрада   | Постановка: Майкл Ривз Сценарий: Майкл Ривз и Эрик Люк | 28 октября 1994 | 005           |
| Клан Голиафа выполняет просьбу Занатоса, но позже перед ними открывается правда. Приложив огромные усилия, гаргульи достали те заветные диски. Ангел ночи и Голиаф добыли диск, но разрушили воздушную крепость, и она ушла в морскую пучину. Взрывы привлекли внимание Элизы и она была ошарашена, увидев вылетающего из пламени Голиафа. Занатос был доволен работой гаргулий. Голиаф хотел повидаться с Элизой, но его начала расспрашивать его возлюбленная. Она убеждала его, что кроме Занатоса друзей среди людей у них нет, говорила, что в смерти гаргулий виноваты люди и за это ответят их потомки. Голиаф изумился, как изменилась его Ангел Ночи и отправился на встречу с Элизой. Она раскрыла глаза Голиафу на правду. Элиза выяснила, что жучок, который был прицеплен Голиафу, был разработан компанией Занатоса. Следовательно, люди, которые штурмовали замок и нападали на гаргулий, работают на Занатоса. Получается, он инсценировал кражу дисков, а сами диски принадлежат компании «Кибербиотика». Голиаф пребыл в ярости и отправился в замок. Тем временем, Занатос решил, что «с гаргульями пора кончать и на них уже нельзя полагаться» и запустил роботов-гаргулий, которые атаковали настоящих гаргулий. После длительного боя, гаргульи победили роботов. Но Занатос вышел с мощной пушкой, а Ангел ночи примкнула к нему. Она навела курок на Голиафа и поставила его перед выбором — либо очистить землю от людей и стать на её сторону либо стать трупом. Голиаф выбрал второе. Ангел ночи выстрелила. От взрыва Голиаф упал на землю. Ангел ночи подошла к нему и открыла ему тайну: У неё тоже есть имя, её так давным-давно нарекли люди. Её зовут Демона. Ангел ночи уже нажала на курок, но тут откуда ни возьмись появилась Элиза и набросилась на Демону. Раздался взрыв, камни посыпались со стен, Занатос отключился, а стена не выдержала и Демона с Элизой полетели вниз. Голиаф бросился туда чтобы спасти и поймал Элизу, а Демону не успел. Она вместе с обломками замка исчезла во тьме ночи. Голиаф зарычал на весь замок. Он подошёл к Занатосу, взял его за шкирку и хотел его скинуть с обрыва, но Элиза переубедила его. Занатоса забрали под стражу забрали правоохранительные органы и гаргульи уже с облегчением дождались рассвета и уснули. |    |                                                      |                                   |                                                        |                 |               |
| 6 | 6  | «Охотничий азарт» «The Thrill of the Hunt»           | Сабуро Хасимото и Кадзуо Тэрада   | Майкл Ривз                                             | 4 ноября 1994   | 006           |
| Гаргульи хотят подружиться со звёздной стаей, но у них свои планы. Раскрытие образа: Лексингтон. Элиза решает навестить гаргулий в Вайвернский замок. Она удивилась, что помощник Занатоса — Оуэн беспрепятственно пускает её к гаргульм. Оуэн поясняет, что Занатос не может не позволить видеться с гаргульями, хотя Элиза и упекла его за решётку. После пробуждения, Элиза сообщила Голиафу, что Занатоса обвинили только в краже и он скоро выйдет на свободу. Она убеждала Голиафа, что здесь гаргульям оставаться нельзя, но он был непреклонен. А тем временем Гудзон, Бронкс, Лексингтон, Бродвей и Бруклин смотрели телик. Гудзон был не доволен, что по всем каналам крутят «Стаю» — героев, которые всё время дерутся с коварными ниндзя. Но «трио» очень полюбила стаю — Лису, Волка, Гиену, Шакала, Динго. А тем временем одному из членов «Стаи» скучно. Волку не хватает боевых действий. Тогда Лиса показывает ему фото гаргулий, которые кто-то прислал. Они все решают поохотиться на гаргулий. Вот-вот должно начаться представление — стая выступает на публике: дерётся с коварными ниндзя. А всё «трио» наблюдает за ними из укромного местечка. Бруклин и Бродвей улетают, а Лекс решает познакомиться со стаей. «Лиса» предлагает Лексу привести Голиафа, якобы познакомиться. Голиаф, поразмыслив, всё-таки соглашается. Стая устраивает засаду. Побоища, драки …. Вся битва позже переходит на улицу. Дети замечают Стаю и гаргулий, а Волк отводит их, потому что «монстров» подослали коварные ниндзя. Потом все перемещаются на крышу. Голиаф и Лексингтон по очереди незаметно «вырубают» членов Стаи. Динго, Шакал, Гиена уже в отключке. Потом Волк, Лиса, Голиаф и Лексингтон проваливаются в здание. Там фотограф снимает каких-то моделей. Одна из них заорала, за что Лиса взяла её в заложники. Фотограф же это зафиксировал. Затем Голиаф и Лексингтон вырубили Лису и Волка, и их увезла полиция. А тем временем Оуэн пришёл в тюрьму навестить Занатоса. Он отчитался, что в замке по кабельному телевидению гаргульи могли видеть только «Стаю» и что фотографии Голиафа были высланы Лисе. Занатос отметил, что он недооценил Голиафа. Мораль: Нельзя верить незнакомцам и всему, что показывают по телевидению. «Старый друг лучше новых двух». |    |                                                      |                                   |                                                        |                 |               |
| 7 | 7  | «Искушение» «Temptation»                             | Сабуро Хасимото и Кадзуо Тэрада   | Бринн Стивенс                                          | 11 ноября 1994  | 007           |
| Бруклин разочаровывается в людях и встречает Демону, которая просит оказать ей услугу. Раскрытие образа: Бруклин. Бруклин, Лексингтон и Бродвей уже которую ночь собирают мотоцикл. И вот он готов и Бруклин собирается опробовать творение. Надевает шлем, куртку и отправляется колесить по городу. За ним по пути летит гаргулья, лица которой пока не видно. Бруклин ехал на мотоцикле очень быстро и его ездой заинтересовался офицер Морган и его напарник. Началась погоня. Впереди перед Бруклином был тупик с трамплином. Он легко перелетел через стену и мягко приземлился, раскрыв свои крылья. Полиция была в недоумении. А Бруклин увидел едущих по дороге байкеров и решил с ними познакомиться. Байкеры похвалили его мотоцикл и поинтересовались его происхождением. Бруклин ответил, что мотоцикл сделан собственными руками. Бруклин снял шлем, и байкеры поняли, что перед ними монстр. Они накинулись на Бруклина и началась драка. Бруклин всех уложил, но тут главарь этой шайки направил пистолет на Бруклина. Прицел байкеру сбила та самая гаргулья и пуля попала в мотоцикл и он взорвался. Бруклин дрался с этой гаргульей бок о бок, но потом скрылись из виду. Они приземлились на крыше, и этой гаргульей оказалась … ДЕМОНА! Она уговорила Бруклина выслушать её. Здесь впервые Демона сказала, что устала от многовековой борьбы с людьми. Значит, она не была каменной тысячу лет (подробнее: 2 сезон серии 22-25 «Каменный город.часть 1-4»). Демона убеждала Бруклина, что в людях нет ничего хорошего. Человек украл сумочку у дамы, его арестуют, а на следующий день выпустят, дома скандалы мужей и жён, родителей и детей, люди сами не берегут себя. И Демона убедила Бруклина. Она сказала, что и Голиафу надо открыть глаза. Для этого она попросила принести магическую книгу — Гриморум Арканорум. Бруклин вернулся в замок до наступления утра. А Элиза пришла с плохим известием: через месяц Занатос выйдет на свободу. Но Голиаф был непоколебим: он решительно не хотел менять место жительства, с чем был несогласен Бруклин. Их разговор прервал рассвет. «Хороший способ уходить от разговора»- подметила Элиза. Наступила ночь. Бруклин украл Гриморум Арканорум из замка и отдал его Демоне. Она попросила привести к ней Голиафа. Голиаф согласился. Когда Лекс передал книгу Демоне, она произнесла заклятье, из-за которого Голиаф стал зомби. Он подчинялся тому, у кого была книга с заклятьем. Бруклин был этим не доволен и набросился на Демону, но зомби-Голиаф по приказу Демоны преградил Бруклину путь. Увидев, что Бруклин не на её стороне, Демона решила произнести какое-то заклинание, но лежащий на полу Бруклин выбил книгу из рук. Она оказалась в руках у Бруклина. Демона выхватила Гриморум у Бруклина и приказала Голиафу атаковать его, но Голиаф не слушался — вырванная из книги страница с заклятьем оказалась у Бруклина. По его же приказу, Голиаф бросился за Демоной. Демона поняла, что с двоими ей не совладать и отступила, напоследок бросив Гриморум в пропасть, но Бруклин успел её схватить. Прилетев в замок, друзья не знали, как освободить Голиафа от чар, но Элиза, взяв страницу с заклятьем в руки, приказала Голиафу навсегда оставаться самим собой. И подействовало! Мораль: В мире много недостатков, но все учатся на своих ошибках и нельзя выбирать насилие как способ решения проблем. |    |                                                      |                                   |                                                        |                 |               |
| 8 | 8  | «Убойная сила» «Deadly Force»                        | Сабуро Хасимото и Кадзуо Тэрада   | Майкл Ривз                                             | 18 ноября 1994  | 008           |
| Бродвей втягивается в дело продавцов оружия. Раскрытие образа: Бродвей. Оуэн Бернетт, помощник Занатоса, присутствует в морском порту во время совершения какой-то сделки. Но неизвестные люди отравляют воздух газом и угоняют грузовик с товаром. Этим делом занялась Элиза Маза и главным подозреваемым, по её мнению, был Тонни Дракон. Он украл более трёхсот видов лазерного оружия, принадлежащих Занатосу. А тем временем гаргульи проснулись от дневного сна и Бродвей, даже не поужинав, отправился смотреть вестерн «Схватка». Чтобы его не увидели люди в кинотеатре, Бродвей пробрался в здание через крышу и сел наверху, где находились оборудование. Посмотрев фильм про Дикий Запад, он отправился к Элизе, которая недавно вернулась после неприятного разговора с Драконом. Бродвей был под впечатлением после фильма и захотел побыть в шкуре ковбоя. Он взял пистолет Элизы и … выстрелил прямо в неё. Бродвей был в шоке. Он оставил Элизу на носилках возле больницы и врачи тотчас же обнаружили её. А на вершине Eyrie Building, Вайвернском замке, все дожидались возвращения Бродвея. Перед самым рассветом Оуэн успел сообщить Голиафу об огнестрельном ранении Элизы. В своё время Тонни Дракон был рад этому известию; он испытывал лазерное оружие и собирался его продать. После пробуждения Голиаф и друзья отправились разузнать про Элизу у Оуэна, но тот лишь знал, что детектив лежит в Манхеттенском центре. Бруклин и Лексингтон отправились на поиски Бродвея, а Голиаф к Элизе. К ней в больницу после десятичасовой операции пришли родители и брат. Элиза находилась в тяжёлом состоянии. Начальник Элизы, капитан Мария Чавез считает, что в Элизу стрелял Тонни Дракон. Голиаф подслушал их разговор и поклялся, что закончит дело своего друга. Он узнал где состоится продажа оружия, притаившись за окном особняка Дракона. Бродвей же узнал о будущей сделке на Канал стрит (возле порта) от вора, которому продал оружие помощник Дракона — человек по прозвищу «Очкарик». В это время на хвосте у Тонни были капитан Чавез и детектив Блустон, но их незаметная слежка не увенчалась успехам — преступникам удалось скрыться. Но Голиаф выследил их и отправился в порт, где Бродвей успел сорвать новую сделку «Очкарика» по продаже оружия. Здесь гаргульи встретились и Голиаф пообещал, что он разберётся с Драконом, подстрелившим Элизу, он ведь не знал, что это сделал Бродвей. Дракон находился недалеко в здании порта в ожидании крупного покупателя. Но их сделку сорвали гаргульи — они вырубили свет в помещении и начали устранять преступников по одному. Голиаф схватил Дракона и хотел отомстить ему, но тут Бродвей признался в своём проступке. Тут подоспел покупатель. Это был … Оуэн Бернетт, который должен был вернуть оружие Занатосу любой ценой. Голиаф был в ярости и уничтожил все оружие, что обескуражила Оуэна, напоследок оставив одну базуку в качестве улики на Дракона и его шайку. Гаргульи отправились навестить Элизу, которая уже пришла в себя. Бродвей попросил прощения у Элизы за то, что выстрелил. Мораль: Жизнь очень ценная штука и её нужно беречь. Можно быть романтиком, но при этом нужно иметь хоть какую-то каплю реализма. |    |                                                      |                                   |                                                        |                 |               |
| 9 | 9  | «Входит Макбет» «Enter MacBeth»                      | Сабуро Хасимото и Кадзуо Тэрада   | Стив Перри                                             | 6 января 1995   | 009           |
| Никому неизвестный Макбет предлагает Занатосу навсегда избавится от гаргулий. Раскрытие образа: Голиаф. Вайвернский замок. Пока Бродвей готовил еду на кухне, Гудзон и Бронкс смотрели мультфильм «Кряк-бряк» с участием Дональда Дака (очевидная реклама на новый продукт Диснея, который к тому моменту ещё не вышел). Лексингтон с Бруклином играли в карты, а Голиаф читал книгу в библиотеке. Тюрьма. Занатос считал сколько дней ему осталось до освобождения — всего четверо суток! Его пришёл навестить Оуэн чтобы напомнить о гаргульях, живущих в замке. Занатос не хочет убивать их днём и тут их разговор прерывал человек в форме — некий Макбет, который предложил Занатосу свою помощь в устранении гаргулий. Перед самым закатом Макбет пробрался в башню замка, где спят гаргульи. Там он встретил Элизу, которая передвигалась с помощью костылей. Она хотела увести Макбета от спящих гаргулий, чтобы он не смутился их пробуждению, но незнакомец утверждал, что знает природу этих существ. Гаргульи проснулись. Макбет предложил им свой замок в качестве нового жилья, но они отказались. Началась схватка между гаргульями и Макбетом. Частично замок был разрушен и Оуэн попросил Макбета быть поосторожней. Он взял в плен отключившихся в результате схватки Бронкса, Лекса и Бруклина. Голиаф безуспешно пытался предотвратить это. После случившегося Элиза лишний раз пытается убедить Голиафа, что в замке жить опасно, но Голиаф непреклонен. Замок Макбета. Особенно уделено внимание витражу с изображением теней человека и гаргульи (в дальнейших сериях, а именно 22-25 «Каменный город.часть 1-4» становится понятно, что это Демона и Макбет). Бруклин и Бродвей сидели в отдельной клетке от Бронкса и рассуждали кто такой Макбет, даже припомнили пьесу Шекспира. А тем временем Элиза уговорила Бродвея и Гудзона сменить место жительства, потому что в замке они были как «сидячие шутки» (так сказал Бродвей). Они прихватили с собой магическую книгу — Гриморум Арканорум, несмотря на запрет Оуэна. Бруклин и Лексингтон поняли, что если прутья в клетке снабжены электричеством, для них нужна огромная подпитка и они решают «забрать весь ток на себя», чтобы Бронкс смог выбраться и отправиться за помощью. Голиаф обнаружил Бронкса и вместе отправился на выручку Лекса и Бруклина. Они прибыли в замок — Бронкс пошёл освободить друзей, а Голиаф разобраться с Макбетом, который приготовил много ловушек и препятствий. Одна из таких — комната с огромными зеркалами. Обессилевший Голиаф не понимал зачем Макбет над ними издевается, незнакомец признался, что гаргульи ему нужны, чтобы приманить Демону (он дал ей это имя и был с ней знаком). Но Голиаф разочаровал Макбет объяснив, что они с Демоной враги. От удивления Макбет роняет факел, замок загорается и снова начинается поединок. Макбет отступает, а гаргульи успевают покинуть почти сгоревший замок. Возвращаясь домой, они встретили Бродвея, Гудзона и Элизу, которые сообщили о своём намерении переехать в другое место. Хотя Голиаф был рассержен, его все равно переубедили. Перед переездом Голиаф вернулся в замок и сказал Оуэну: «Передай своему господину, что мы уходим. Но мы вернёмся и потребуем своё назад». Занатос вышел из тюрьмы и был рад уходу гаргулий и появлению нового героя — Макбета. А гаргульи переехали в часовую башню полицейского участка, где работала Элиза. Мораль: Если собственный дом становиться для тебя врагом, то не надо быть упрямым убеждать себя в том, что покидать родное гнездо это грех, жертвуя жизнью своих близких. «Дом это нечто большее. Раз мы все вместе, значит мы дома». |    |                                                      |                                   |                                                        |                 |               |
| 10 | 10 | «Порох в пороховницах» «The Edge»                    | Сабуро Хасимото и Кадзуо Тэрада   | Майкл Ривз                                             | 13 января 1995  | 010           |
| Девид Зататос создаёт стальной клан и решает применить его в деле. Раскрытие образа: Девид Занатос. В Вайвернском замке Занатос восстанавливал свою физическую форму после тюрьмы — Оуэн впервые одолел его в схватке. А Элиза тем временем несла телевизор в полицейский участок своим друзьям-гаргульям. В кабинете Капитана Чавез, начальница Элизы сообщила, что у детектива будет напарник в целях её же безопасности — Мэтью Блустон (Matt Bluestone), который помогал Марии Чавез завершить дело Дракона. Элиза явно не была рада этому известию и поднялась на башню к гаргульям, которые уже проснулись. От них юный детектив узнала, что Голиаф в библиотеке. Он сидел в глубине зала между книжными рядами и читал Достоевского. Он чувствует себя отчуждённым, не в своей тарелке. Вместе с Элизой они вернулись в часовую башню, где их друзья оценивали новый подарок Элизе. На одном из каналов показали, что Занатос пожертвовал музею очень ценный артефакт — Глаз Одина. Наступила ночь и именно в этом музее сработала сигнализация. А Элиза в это время ехала по улицам Нью-Йорка с своим новоиспечённым напарником, который рассказывал про каких-то Просветителей и тайные общества, что быстро наскучило Элизе. Получив сообщение о краже в музее, Элиза и Мэтт отправились на место преступления. Глаз похитила какая-то гаргулья. Она вылетела из окна и Мэтт выстрелил в неведомое существо, но пуля отскочила. Беседа Капитана Чавез, Мэтта и Элизы на следующий день ни к каким ценным выводам не привела, зато все гаргульи были уверены, что в преступлении замешан новый стальной клан Занатоса. Голиаф, Бруклин, Бродвей и Лекс отправились к Занатосу в замок. За ними поехала Элиза, за которой увязался напарник. Оуэн не пустил их в наверх, где уже происходил жаркий разговор между Голиафом и Занатосом, который ни к чему путному не привёл. Гаргульи улетели и детективы ушли ни с чем. Увидев в небе летящих гаргулий, Элиза поехала за ними. По дороге домой «Трио» и Голиафа атаковал стальной клан, одна стальная гаргулья отличалась от других видом и была более оснащена в техническом плане. Удача была явно на стороне клана Занатоса, потому что силы у гаргулий иссякли спустя несколько минут. А внизу в это время собрались люди: просто зеваки, телевидение и полиция, в том числе, Элиза и Мэтт. Голиаф понял, что стальные гаргульи хотят узнать их новое место жительства и поэтому решает сменить место битвы и из обороняющегося перейти в нападающего. Он выбрал Статую свободы. Голиаф взял на себя вожака, а «трио» двух остальных роботов. Когда двоих лже-гаргулий были уничтожены, их главарь решил отступить. Наши друзья поспешили домой, потому что приближался полицейский вертолёт. Официальная версия происходящего в Нью-Йорке — роботы-гаргульи, созданные неизвестно кем, но этому заключению не поверил Мэтт Блустон и пообещал капитану Чавез разобраться в этом. А на вершину Вайвернского замка вернулся «вожак стального клана», которым оказался Занатос. Он не считал себя проигравшим, ведь глаз Одина снова был в его коллекции. Мораль: Злодеи, а тем более обиженные злодеи, не перестают мстить своим обидчикам, ведь для них отступить — значит проиграть и дать слабину. |    |                                                      |                                   |                                                        |                 |               |
| 11 | 11 | «Долгий путь до рассвета» «Long Way to Morning»      | Такамицу Кавамура и Кадзуо Тэрада | Бринн Стивенс                                          | 20 января 1995  | 011           |
| Гудзон вспоминает противостояние с Архмагом. Также Гудзон противостоит Демоне спасая раненного Голиафа. Раскрытие образа: Гудзон. Шотландия.994 год от рождества Христова. Маленькая принцесса Катарина хочет быть на торжестве, но её отец, принц Малколм пригрозил ей гаргульями, что привело в недоумение Гудзона, ведь гаргульи не трогают детей. Гудзон пришёл к принцу поделиться своими мыслями о том, что изгнание Архмага, который хотел захватить трон, не помешают колдуну осуществлять свои коварные планы. И Архмаг тут как тут. Магическим лучом он попал в Гудзона, а из магического жезла вылетел дротик с ядом, который попал в Малколма. Гудзон склонился перед монархом, а юная принцесса Катарина, увидев лежащего на полу отца, отогнала гаргулью и залилась горькими слезами. Нью-Йорк. Часовая башня полицейского участка. Гаргульи проснулись и Голиаф был удивлён крайней озадаченностью Гудзона, на что тот ответил, что видел старые сны. Дом Элизы. Юный детектив только пришла домой, оставила пистолет на тумбе и повесила металлическое полицейское удостоверение на уровне груди со внутренней стороны куртки. Тут к ней ворвалась Демона и выстрелила в Элизу. Гаргулья заявила, что Элиза умрёт ровно через сутки, а противоядие может получить Голиаф у Оперного театра и улетела. Дротик с ядом попал именно в полицейский жетон и Элиза с облегчением вздохнула. Она пришла в часовую башню и обо всем рассказала. Голиаф на правах вожака гаргулий принял решение лететь с Гудзоном, чтобы выяснить намерения Демоны. Дождь, гроза, ненастная погода. В назначенном месте гаргульи обнаружили свежие следы Демоны. Она атаковала врагов исподтишка и ранила Голиафа лазерным оружием. Гудзон сумел отразить луч Демоны, направив его на неё саму старым кинжалом и она упала с крыши. Гудзон взял Голиафа на плечи и поволок подальше от злодейки, чтобы дотянуть до рассвета. Они прячутся от Демоны, своеобразные кошки-мышки. Снова Шотландия. Принц Малколм лежит в постели. Магус, будучи ещё юным, сказал, что излечить монарха можно только при помощи магической книги — Гриморум Арканорум, которая находится у Архмага, иначе наступит смерть. Гудзон чувствует за собой вину и решает забрать книгу у колдуна и как вожак гаргулий берёт на это дело Голиафа и Демону. Демона считает Гудзона старым и дряхлым, но Голиаф считает, что это делает Гудзона мудрым и справедливым вожаком. Нью-Йорк. Демона ищет своих недругов и предлагает Гудзону сдаться, ведь он был такой же дряхлый уже 1000 лет назад, она хочет быть вожаком, вместо Голиафа. Им двоим удаётся выбраться из подвала, но Голиаф уже не первый раз твердит Гудзону бросить его и спасать свою жизнь. Гаргульи уходят под землю, за ними следует Демона. Гудзон припоминает выносливость Голиафа во время охоты на Архмага. В то время они нашли Архмага по следам его коня и Демона продолжала быть недовольна лидерством Гудзона. Они зашли в какую-то пещеру и на стенах нашли таинственные символы, один из них поверг всех в ужас — изображение убитой архмагом гаргульи. Злой колдун направил магический луч на гаргулий… Голиаф и Гудзон шли по канализационном ходам и скоро был виден выход — вся вода стекала вниз, на улицу, с большой высоты, точь-в-точь как водопад. Гаргульи были в ловушке, к ним сзади подошла Демона. Гудзону больше ничего не оставалось делать, как прыгнуть вниз в воду. Молния ударила в Демону и она не увидела, как гаргульи подплывали к берегу грязного канализационного озера. Гудзон воодушевляет Голиафа, ведь они бывали и не в таких переделках. Как пример — битва с Архмагом. Гудзон требует отдать Гриморум, но Архмаг обрушает на него скалу магическим лучом и гаргулья ударяется оземь, сильно повредив свой левый глаз (с этого времени этот глаз у Гудзона жёлтого цвета, со шрамом и неспособный видеть). Голиаф отбирает книгу у Архмага и тот в порыве злости проваливается в пропасть и погибает… Гудзон и Голиаф пробираются на какое-то заброшенное кладбище. Гудзон прячет Голиафа в склепе, а сам идёт сражаться с Демоной. После долгого противостояния друг другу, гаргульи перебираются на крышу склепа. Голиаф внизу слышит удары и рык и решает помочь Гудзону, находясь в очень плачевном состоянии. Демона сразу же его отбрасывает на несколько метров на крыше. Демона выбила кинжал у Гудзона и обезоружила его. Казалось бы удача на её стороне, но наступил рассвет… Принца Малколма спас Магус с помощью книги. Гудзон согласился с Демоной, он — старый вояка и передал бразды правления Голиафу — теперь он вожак… Закат. Гаргульи проснулись. Демона проиграла, но припугнула гаргулий, что Элиза отравлена и улетела. Гаргульи решили не рассказывать Демоне правду. Мораль: Если ты стар, не нужно жить своим прошлым, списывая себя со счетов, а здраво принимать себя таким какой ты есть и осознавать свою нынешнюю ценность для окружающих. |    |                                                      |                                   |                                                        |                 |               |
| 12 | 12 | «Разве я сторож брату моему?» «Her Brother's Keeper» | Такамицу Кавамура и Кадзуо Тэрада | Майкл Ривз                                             | 27 января 1995  | 012           |
| Элиза ссорится с братом Дереком, в клане гаргулий тоже возникли ссоры. Раскрытие образа: Элиза Маза. Элиза и её брат Дерек следят за Занатосом на вертолёте. Элиза уверена, что Занатос взялся за старое, а её брат, как полицейский, убеждает, что Занатос своё отсидел. А в это время в часовой башне возник конфликт между «Трио» — кто будет играть в симулятор вертолёта. Голиаф напомнил, что все гаргульи братья и из-за подарка Элизы не следует так ссорится. Во время слежки Занатос замечает, что за ним следит вертолёт и Оуэн сворачивает на алмазную биржу. Там, в одном из выставочных залов Гиена и Шакал присмотрели алмаз, который является самым ценным в мире, по словам Лисы. Просто украсть алмаз не в их стиле — им не хотелось бы оказаться в тюрьме с Волком и Лисой, лучше бы были в Европе, где сейчас Динго. Не успели они глазом моргнуть, какая-то девушка достала алмаз и вручила его Занатосу — он купил этот драгоценный камень. Гиена была вне себя от ярости. Шакал предложил украсть алмаз у Занатоса и одним ударом выбил камень у него из рук. Брат и сестра выбежали из зала. Они отправились на крышу, откуда хотели улететь на специальных «змеях», но в этом им помешал полицейский вертолёт, где были Элиза и Дерек. Шакал взял базуку и хотел выстрелить в вертолёт, но Занатос толкнул его так, что был задет только хвостовой отдел. Шакал и Гиена пригрозили Занатосу, но из уже припарковавшегося самолёта вышла Элиза и направила оружие на членов стаи с требованием бросить оружие. Однако Гиена и Шакал проигнорировали это и улетели на воздушных змеях. Они обронили алмаз, и Занатос подобрал его. Восхищаясь пилотажным мастерством Дерека, Занатос предложил ему работу пилота и телохранителя в его корпорации и откланялся. Элиза решила, что Занатос сделал это специально, дабы позлить её, но Дерек воспринял предложение всерьёз. В тренировочном зале Шакалу из тюрьмы позвонила Лиса и приказала «списать со счетов» Занатоса. Гиена охотно согласилась. Элиза не знает что делать с Дереком. Голиаф посоветовал рассказать ему всю правду о Занатосе и гаргульях, устроить знакомство. Элиза пришла в участок, где Дерек сообщил ей, что принимает предложение Занатоса. Тогда Маза решила спросить мнение отца, который тоже не хотел видеть сына в рядах компании Занатоса. Он поручил Элизе на правах старшей сестры переубедить брата. В разговоре с матерью, Дерек услышал полную материнскую поддержку и понимание. Элиза пришла в мужскую раздевалку полицейского участка, где был Дерек. Он был непреклонен. Голиаф предложил свою помощь Элизе. Он приказал «Трио» присмотреть за Дереком, наблюдать за Вайвернским замком. Через некоторое время оттуда на вертолёте вылетели Дерек и Занатос. У них на хвосте были Гиена и Шакал. Они запускали в вертолёт разные ракеты, но «трио» вышвырнуло гиену и шакала из их же вертолёта, при этом несколько раз переругавшихся между собой. Лексу казалось, что управлять этим средством также легко, как на компьютерном симуляторе, но это оказалось не так просто, с горем пополам он посадил его, хотя и сильно повредил его, обещал, что позже починит, а Голиаф в это время возьмёт на себя патрулирование Дерека. Элиза отправилась в тюрьму к Лисе, которая была уже предупреждена Занатосом о визите детектива. Лиса сказала, что «Стаю» создал и сделал звёздами именно Занатос. Об этом знала только Лиса. Занатос велел Лисе послать Гиену и Шакала на биржу, чтобы спровоцировать их и инсценировать покушение на самого себя. Все это сделано для того, чтобы заполучить Дерека. Весь их разговор Элиза записала на диктофон и намеревалась показать дать послушать Дереку. Тут прилетел Голиаф и сообщил, что он не поспел за Занатосом и Дереком. Которые отправились на север. «Трио» (которые опять конфликтуют), Элиза и Голиаф отправились туда, в загородную резиденцию Занатоса, на починенном вертолёте. Занатос и Дерек прогуливались по парку, где на них напали Гиена и Шакал, но тут членов стаи ослепил яркий свет починенного вертолёта. Схватка. Гаргульи победили, Гиену и Шакала арестовали. Элиза и Дерек снова ругаются, их разнимает Голиаф — они не понимают что такое родственные души. Элиза попросила прощение у Дерека и отдала ему запись разговора с Лисой. «Трио» уже не ссориться и Элиза завидует им, что у них все изменилось, а с братом у них не клеится. Мораль: Нужно стараться искать компромиссы, находить мягкие способы выхода из конфликтных ситуаций, а лучше избегать их вообще — ссоры делают друзей врагами, а близких чужими. |    |                                                      |                                   |                                                        |                 |               |
| 13 | 13 | «Новое пробуждение» «Reawakening»                    | Сабуро Хасимото и Кадзуо Тэрада   | Бринн Стивенс                                          | 3 февраля 1995  | 013           |
| Демона и Занатос воскресили брата Голиафа — Отелло с помощью магии и техники. Раскрытие образа: Демона. Сцена ограбления маленького магазина мистера Джеффи. 994 год от рождества Христова. Голиаф отправляется следить за викингами, но его отговаривают Демона и его брат Отелло, они могут спастись, оставив людей в замке на разорение. Но Гудзон замечает, что охранять замок для гаргулий значит дышать (старая поговорка гаргулий) и они с Голиафом отправляются по следам варваров… «Трио» отправились в кино на «Бэмби», Гудзон не хочет идти с ними, руководствуясь все той же старой поговоркой, а Голиаф попросил Элизу побыть в шкуре полицейского, на что она охотно согласилась. А тем временем в Вайвернском замке, на вершине небоскрёба Eyrie Building, Демона и Занатос воскресили брата Голиафа — Отелло с помощью магии и техники. Теперь он стал Камнехладом — полугаргулья, полумашина, иначе говоря киборг. Демона внушила ему, что Голиаф враг и предал свой клан 1000 лет назад. А Элиза с Мэттом проезжали мимо того самого магазина, который ограбили в самом начале. Его хозяин, Мистер Джеффи не мог просто так закрыть лавку, потому что это был вымирающий квартал, людям было бы нечего есть. Голиаф поддерживал связь с Элизой через наушник. Внезапно Элизе поступил вызов о массовых погромах — они с Мэттом срочно выехали. Камнехлад устраивал беспорядки на улицах. Голиаф вступил с ним в схватку и узнал в роботе своего кровного брата. На подмогу к Голиафу пришло «трио» из недалеко расположившегося кинотеатра. Вскоре на место погромов прибыли и сами зачинщики — Демона, одна стальная гаргулья и Занатос в стальном облачении. Голиаф предложил выбрать менее безлюдное место, чтобы не разрушать город, на что Занатос, не слушая возражения Демоны, согласился. Схватка продолжилась на мосту Джорджа Вашингтона, во время которой Голиаф и Камнехлад упали в реку Гудзон. Обессилевший Голиаф шёл ко дну, но Камнехлад вытащил его на мост. Демона хотела выстрелить в Голиафа, но Камнехлад прикрыл его и от серьёзных повреждений и упадка сил упал в реку, Голиаф за ним. Гудзон с Бронксом пришли на помощь, увидев репортаж в новостях, и Элиза прибыла с подкреплением. Но Занатосу удалось ускользнуть, прихватив с собой Демону. Голиаф вынырнул из воды, Камнехлада с ним не было. А в магазин утром прибежал тот самый грабитель, отдал продавцу деньги и попросил сдать его в полицию по приказу шестерых монстров (ясное дело, гаргулий). Мораль: «Охранять замок для гаргулий значит дышать» — гласит старая поговорка, которую давно уже забыла Демона и от своей ненависти к людям перестала ценить то, что берегла раньше и запуталась в собственных кознях, не имея чётко поставленной задачи; она перестала быть гаргульей, так же как и множество людей перестало быть людьми. |    |                                                      |                                   |                                                        |                 |               |

### Сезон 2 (1995—1996)
| No. | #  | Название                                                 | Режиссёр                          | Автор                                                           | Дата показа      | Код продукции |
| --- | -- | -------------------------------------------------------- | --------------------------------- | --------------------------------------------------------------- | ---------------- | ------------- |
| 14 | 1  | «Вожак Стаи» «Leader of the Pack»                        | Фрэнк Поур                        | Стив Перри                                                      | 4 сентября 1995  | 014           |
| Часть Стаи сбегает из тюрьмы и собирается отомстить гаргульям. Шакал, Гиена и Волк бегут из тюрьмы, расположенной на острове, при помощи Динго и нового вожака Стаи Занатоса — робота двойника, именуемого Койот 1,0; в то время Лиса предпочитает отбыть наказание в тюрьме. Остальные члены Стаи улетают на воздушном судне, предоставленном Койотом. Он предлагает план мщения гаргульям, которые, по его мнению, являются главной причиной тюремного заключения Стаи. Гаргульи узнают о побеге от Элизы и Бруклина, Лекс и Бронкс отправляются на студию «Медиа Стая», где их берут в заложники и оставляют пленёнными на нефтяном танкере в бухте. Остальные узнают от Оуэна местонахождение друзей, и гаргульи сражаются со Стаей на охваченном огнём корабле, который загорелся из-за воспламенения цистерн. Стая отступает, Койот уничтожен, а Лису выпускают досрочно из тюрьмы. |    |                                                          |                                   |                                                                 |                  |               |
| 15 | 2  | «Превращения» «Metamorphosis»                            | Фрэнк Поур                        | Лидия Марано и Бринн Стивенс                                    | 5 сентября 1995  | 015           |
| Девид Занатос нанял учёного-генетика Антона Севариуса с целью создания гаргулий, как генетически изменённых людей. Дерек Маза идёт вместе с Занатосом к Севариусу в лабораторию «Генотех», чтобы выяснить зачем учёному столько вооружённых наёмников для текущего проекта. Севариус показывает мутантов: Клык, Кулак, и Мэгги, потом стреляет в Дерека с дротиком содержащим мутагенный препарат. Занатос в ужасе, и грозит засадить Севариуса в тюрьму, несмотря на его собственное участие в проекте, и распоряжения врача создать противоядие. Пробирка с изготовленной сывороткой разбивается, когда Голиаф , Бруклин, и Лексингтон проникают в лабораторию, чтобы освободить Мэгги. Севариус инсценирует свою смерть, когда Голиаф швырнул его в аквариум с электрическими угрями. Севариус позже приходит к Занатосу и понимает, что промышленник хочет, чтобы Дерек, а ныне именуемый Когтем, оставался в одном заблуждении — только Занатос может излечить мутанта. |    |                                                          |                                   |                                                                 |                  |               |
| 16 | 3  | «Легион» «Legion»                                        | Фрэнк Поур                        | Марти Айзенберг и Роберт Н. Скир                                | 6 сентября 1995  | 016           |
| Камнехлад пробуждается и становится гаргульей-киборгом. Камнехлад становится функциональным снова, и контролируется программой, разработанной Занатосом. Киборг становится заражённый вирусом, когда он подключается к компьютеру на научной базе. Душа Отелло пробуждается в Камнехладе и воссоединяется с Голиафом, который приглашает киборга присоединиться к их клану. Тем не менее, Камнехлада мучали голоса заключённых в нём душ — возлюбленной Дездемоны и злого брата Яго, которые время от времени могли управлять киборгом и влиять на его поведение и отношение к окружающим. Тогда Голиаф использует новейшее устройство, подаренное Элизой, чтобы зайти в разум Камнехлада, и оказывается виртуальной реальности, где сталкивается с вирусом, медленно уничтожающим все. Голиаф, Отелло, Дездемона и объединились против Яго и программы Занатоса в битве за контроль над разумом Камнехлада . Яго поглощает вихрь, а Отелло и Дездемону постигает неизвестная участь. Киборг временно прекращает работу. |    |                                                          |                                   |                                                                 |                  |               |
| 17 | 4  | «Маяк в океане времён» «A Lighthouse in the Sea of Time» | Фрэнк Поур                        | Лидия Марано и Бринн Стивенс                                    | 7 сентября 1995  | 017           |
| Макбет похищает Свитки Мерлина. Свитки Мерлина в сопровождении Элизы и Мэтта напраляются в Музей Метрополитен, но их лодку атакуют помощники Макбета, чтобы украсть бесценные артефакты. Гудзон перехватывает одну канистру со свитком, но теряет сознание и падает в океан. Волны приносят его к берегу, где живёт слепой писатель Джеффри Роббинс и они становятся друзьями. Между тем, Бродвей совершает попытку забрать другую канистру в замке Макбета, но тот останавливает его и захватывает в плен. Затем Макбет забирает другую канистру из каменных рук статуи Гудзона, стоящей на террасе Роббинса. Считая, что свитки содержат магические заклинания, Макбет начинает читать их, пока Гудзон и остальной клан не слетаются к дому Макбета. Когда Макбет понимает, что свитки содержат дневник Мерлина, а не заклинания, он теряет интерес к ним и позволяет гаргульям улететь вместе со свитками. |    |                                                          |                                   |                                                                 |                  |               |
| 18 | 5  | «Зеркало» «The Mirror»                                   | Фрэнк Поур                        | Лидия Марано                                                    | 11 сентября 1995 | 018           |
| Демона с помощью магического Пака исполняет желания. Демона похищает зеркало Титании из музея и вызывает оттуда эльфа Пака. Она просит его сделать так, чтобы девушки Элизы Мазы больше не было, и Пак превращает её в гаргулью (искра проходит между Элизой и Голиафом). Затем по приказу Демоны жители города должны последовать примеру Элизы и они тоже превращаются в гаргулий. Демона находится вне себя от ярости и просит гаргулий превратить людей и Пак превращает Голиафа, Гудзона и «Трио» в людей. Происходит схватка между Демоной и бывшими гаргульями и Демона повержена Элизой. Голиаф повелевает Паку вернуть все как есть в обмен на его свободу. Он так и делает и забирает Демону с зеркалом. Дабы отблагодарить Демону за приятно проведённое время, Пак делает так, что Демона не каменеет днем. Отныне днём гаргулья превращается в человека. |    |                                                          |                                   |                                                                 |                  |               |
| 19 | 6  | «Серебряный сокол» «The Silver Falcon»                   | Фрэнк Поур                        | Кэри Бейтс                                                      | 12 сентября 1995 | 019           |
| Элиза и Бродвей идут по следу пропавшего Мэтью Блустона. Элиза и Бродвей объединяются, чтобы найти пропавшего Мэтью Блустона. Они натыкаются на Энтони Дракона с его тёмными делишками в заброшенном клубе «Серебряный сокол», где Дракон и его дед Доминик Дракон пытаются найти драгоценный камни, неподелённые со старым партнёром Доминика по преступности — Мэйсом Мэлоуном, сбежавшим много лет назад. В сейфе они находят записку «Мысль верная — сокол не тот» и понимают, что Мэйс снова их обманул. Тогда Элиза понимает, что драгоценности находятся на башне напротив бывшего офиса Мэлоуна, где есть изображение серебряного сокола. Она направляет туда Дракона, Бродвей приходит на помощь и двух Драконов арестовывают. Сокровищ так там и не оказалось — лишь мраморная крошка. |    |                                                          |                                   |                                                                 |                  |               |
| 20 | 7  | «Глазами очевидца» «Eye of the Beholder»                 | Фрэнк Поур                        | Стив Перри                                                      | 13 сентября 1995 | 020           |
| Лиса получает Глаз Одина, но артефакт страшно меняет её. Лиса получает Глаз Одина, как подарок от Занатоса к их свадьбе и превращается в полнолуние в оборотня, и находится в опасной вероятности умереть от повышенного обмена веществ. Занатос заручается поддержкой Голиафа и Элизы, чтобы остановить Лису от мародёрства по городу в ночь на Хэллоуин и забрать Глаз у неё. Они перебираются на крышу. Оборотень хочет напасть на Элизу, но Голиаф толкает Лису на крупный электрический знак, что позволяет Занатосу снять с неё Глаз и вернуть её к нормальной жизни. С этого момента артефакт находится у Голиафа. |    |                                                          |                                   |                                                                 |                  |               |
| 21 | 8  | «Обеты» «Vows»                                           | Фрэнк Поур                        | Шери Гудхартц                                                   | 14 сентября 1995 | 021           |
| Голиаф приглашён на свадьбу Занатоса и приносит Врата Феникса. Голиаф приглашён на свадьбу Занатоса и Лисы в качестве шафера, где он пытается помириться с Демоной в последний раз. Он отдаёт ей свою половину врат Феникса, украденных Демоной у принцессы Елены и разделённых на две части. Врата феникса были символом их прошлой любви. Все это было уловкой созданной Занатосом, чтобы соединить две части врат Феникса, принадлежащих Демоне и Голиафу и путешествовать во времени. Демона, Голиаф, Лиса, Занатос и его отец Петрос отправляются в 975 год в Шотландию. Они заслуживают доверие принца Малколма, благодаря спасению его будущей жены принцессы Елены. И тут Занатос объясняет причину столь его большого богатства. Из этого времени ему присылают монеты члены общества «Просветитили», которые в XX век стоили бешеных денег. А Демона и Голиаф безуспешно пытаются переделать прошлое — викинги все равно напали и их любовь навсегда исчезла. С этого Врата феникса возвращаются к Голиафу. |    |                                                          |                                   |                                                                 |                  |               |
| 22 | 9  | «Каменный город (часть 1)» «City of Stone (Part 1)»      | Фрэнк Поур                        | Постановка: Лидия Марано и Бринн Стивенс Сценарий: Майкл Ривз   | 18 сентября 1995 | 022           |
| Демона накладывает заклятье на Нью-Йорк. Начало истории скитаний Демоны после нападения викингов. Демона использует заклинание, украденное из магической книги Гриморум Арканорум, чтобы проклясть людей в Манхэттене так, чтобы они превращались в камень ночью. В прошлом, перед нападением викингов (см. 1 серию «Пробуждение, часть 1»), Демона сумела спрятаться и после пробуждения обнаружила опустевший замок и не захотела показываться Голиафу, вернувшемуся в свой родной дом. Прилетев через несколько дней, она обнаружила окаменевшего любимого от чар Магуса и была в изгнании. Она начала бродяжничать — добывала еду в сараях у крестьян. В одном из таких изуродовала лицо юному мальчику Гилкомгейну, оставив большие рубцы. Гилкомгейн становится первым охотником. Повзрослев, он работает на принца Дункана, которому мешают стать полноправным королём Шотландии его двоюродный брат, юный Макбет, сын Финдлеха. По его приказу, Охотник убивает Финдлеха, но не справляется с юным Макбетом, потому что его и его будущую жену Груох спасает Демона. Воспользовавшись тем, что Демона отвлеклась охотник сбегает и докладывет обо всем Дункану. |    |                                                          |                                   |                                                                 |                  |               |
| 23 | 10 | «Каменный город (часть 2)» «City of Stone (Part 2)»      | Фрэнк Поур                        | Постановка: Лидия Марано и Бринн Стивенс Сценарий: Майкл Ривз   | 19 сентября 1995 | 023           |
| Гаргульи и Занатос объединяются ради спасения города. История первого охотника. Под действием заклинания Демоны город опустел. После гаргульи понимают, что произошло, и Голиаф находит Занатоса на студии «Медиа Стая», и неохотно соглашается работать с ним, чтобы разрушить чары. Между тем, Демона радостно разбивает статуи людей с огромным удовольствием, в то время как Макбет, носит маску охотника, преследуя её с целью убить. 1032 год в Шотландии. Король Дункан стал её правителем. Гилкомгейн возжелал себе в жены Груох — возлюбленную Макбета. После ссоры с охотником, Дункан сообщает Макбету, что его отец был убит Гилкомгейном. Между ними происходит схватка, к ним присоединяется Демона (она узнала о его местонахождении от трёх лунных сестёр) и Макбет спасает ей жизнь, в то время как Гилкомгейн погибает. Макбет женится на леди Груох. Но охота на гаргулий не закончена — маску охотника надевает Дункан. |    |                                                          |                                   |                                                                 |                  |               |
| 24 | 11 | «Каменный город (часть 3)» «City of Stone (Part 3)»      | Фрэнк Поур                        | Постановка: Лидия Марано и Бринн Стивенс Сценарий: Майкл Ривз   | 20 сентября 1995 | 024           |
| История второго охотника на гаргулий. У Занатоса есть план как разрушить заклятие — если небо на время вспыхнет, то чары будут сняты. Для этого он распыляет горючий газ при помощи стального клана и гаргулий и хочет «взорвать» небо при помощи бомбы. В 1040 году Макбет и Демона заключают магический союз, на который подтолкнули те самые три лунные сестры. Как и в пьесе Шекспира, эти три ведьмы предстали перед Дунканом и Макбетом и предсказали, что Дункана свергнет его двоюродный брат Макбет. Опасаясь пророчества сестёр, Дункан собирает свою армию против Макбета. Не имея выбора, Макбет заключает договор с Демоной, отдаёт ей свою юность, чтобы та помогла сразиться с Дунканом. От трёх сестёр Макбет узнаёт, что его отец был убит по приказу Дункана. С помощью Демоны и её клана Макбет выигрывает битву и становится королём после того как он убивает Дункана. Именно он даёт Демоне имя и делает главным советником. Но охота не окончена — сын Дункана Малколм Канмор отправлен в ссылку в Англию и хочет отомстить. |    |                                                          |                                   |                                                                 |                  |               |
| 25 | 12 | «Каменный город (часть 4)» «City of Stone (Part 4)»      | Фрэнк Поур                        | Постановка: Лидия Марано и Бринн Стивенс Сценарий: Майкл Ривз   | 21 сентября 1995 | 025           |
| Демона и Макбет, связанные одной «цепью». 1057 год. На Шотландию войной идёт Малколм Канмор со своими сторонниками, которые изгнали всех гаргулий из Англии. Тесть Макбета предлагает выгнать Демону и её клан, чтобы новоиспечённый охотник не нападал на них. Макбет колеблется и их разговор подслушивает Демона. Следующей ночью Демона и её клан улетают из замка и войска Макбета терпят сокрушительное поражение. Но Макбету и его жене Груох удаётся спастись. Они выбегают из замка через чёрный ход и в лесу встречают охотника. Демона тоже прилетает и она выясняет отношения с Макбетом. Воспользовавшись ситуацией, Малколм вонзает меч в Макбета и тот падает на землю, вместе с ним падает и Демона — между ними магическая связь, находясь рядом они чувствуют боль друг друга. Он, отомстив за смерть отца, уходит дальше сражаться против сына Макбета Луаха (о дальнейшем противостоянии Демоны с охотниками см в сериях 50-52 «Сезон охоты, часть 1-3»). Груох склоняется над Макбетом и плачет. Тут появляются лунные сестры и воскрешают этих двоих. Теперь они могут умереть лишь от руки друг друга. Груох просит Макбета оставить её, ведь все думают, что он погиб. Наше время. Демона хочет разрушить окаменевшую Элизу из-за своих чар, но в этом ей помешал Бронкс. Тогда Демона залазит в компьютер Занатоса и делает так, что бомбы в небе с гаргульями взорвутся раньше. Тут появляется Макбет в маске охотника и нападает на Демону — он хочет убить, при этом он не боится, что умрёт сам, ибо ему надоела бессмертная жизнь. В зал входят Голиаф и Занатос (он пытается отсрочить взрыв бомбы, но Демона сменила пароль) и проваливаются несколькими этажами ниже. Происходит схватка. Демона и Макбет теряют сознание, тут появляются три лунные сестры и просят Демону сказать пароль. Пароль Одна (англ. «Alone», то есть одиночество). Демону и Макбета забирают сестры, а Занатос и гаргульи снимают чары с города. |    |                                                          |                                   |                                                                 |                  |               |
| 26 | 13 | «Полдень» «High Noon»                                    | Деннис Дж. Вудьярд                | Лидия Марано                                                    | 25 сентября 1995 | 026           |
| Демона и Макбет объединяются и похищают Камнехлада и артефакты у гаргулий. Днём Демона в обличии человека и Макбет похищают спящего Камнехлада из жилища гаргулий. Его похищение безуспешно пытается предотвратить Элиза. Вдобавок эта неразлучная парочка украла из часовой башни Гриморум, Глаз Одина и Врата Феникса. С наступлением темноты Демона активизирует в Камнехладе злую душу его Брата Яго. А гаргульи отправляются в Замок Макбета, чтобы спасти Камнехлада, где их берут в плен. Перед самым рассветом Демона прилетает в часовую башню, где находится Элиза и та видит превращение гаргульи в человека. Демона велела Элизе прийти и попрощаться с Голиафом. Элиза приходит и там её поджидают Демона и Макбет, между девушками начинается драка. А в Камнехладе тем временем происходит активная борьба его душ — управление им взяла душа Отелло и он напал на Макбета. Он и Демона решили отступить, а Камнехлад скрылся с глаз долой. Демону и Макбета взяли под присмотр три лунные сестры. С собой они прихватили Глаз Одина, врата феникса и Гриморум Арканорум, украденные у Голиафа (продолжение см. серии 34-36 «Авалон. Части 1-3»). |    |                                                          |                                   |                                                                 |                  |               |
| 27 | 14 | «Лисья хитрость» «Outfoxed»                              | Деннис Дж. Вудьярд                | Кэри Бейтс                                                      | 28 сентября 1995 | 027           |
| Лиса нанимает правую руку Альцеона Ренарда, Престона Фогеля, чтобы тот саботировал работу летающего дирижабля Крепость-2 в свой первый рейс. Лиса нанимает правую руку Альцеона Ренарда, Престона Фогеля, чтобы тот саботировал работу летающего дирижабля Крепость-2 в свой первый рейс, так что Лиса может получить контроль над компанией «Кибербиотика», принадлежащей её отцу Ренарду ("Крепость-1 разрушили Демона и Голиаф в серии "Пробуждение, часть 5"). Голиаф, чувствуя себя виноватым за гибель предыдущего судна, следит за летающим кораблём и охраняющие роботы берут Голиафа в плен. Фогель, в тайне от Ренарда, перепрограммирует роботов и те направляют корабль прямо на штаб «Кибербиотики». Ренард игнорирует просьбы Фогеля отказаться от корабля, и полон решимости сохранить его или умереть. Голиаф помогает Ренарду, отключив энергетический блок, нужный для работы роботов. Фогель всё же не может предать своего руководителя и меняет курс корабля в последний момент, имея слишком много уважения к человеку, чтобы уничтожить его вместе с кораблём. Ренард и Голиаф примиряются, а Лиса сообщает отцу, что у него скоро будет внук. |    |                                                          |                                   |                                                                 |                  |               |
| 28 | 15 | «Цена» «The Price»                                       | Деннис Дж. Вудьярд                | Постановка: Майкл Ривз Сценарий: Ли Нордлинг                    | 12 октября 1995  | 028           |
| Занатос похищает Гудзона для приготовления магического котла бессмертия. В этой серии Занатос захотел стать бессмертным, используя котёл жизни. Согласно легенде, стоит только искупаться в котле, где несколько дней должна покипеть шкура гаргульи, человек будет жить дольше чем камни гор и скал. Занатос направляет на гаргулий робота-Макбета. Днём Занатос заменяет окаменевшего Гудзона полной копией его статуи и бросает кусок шкуры гаргульи в котёл. Ночью гаргульи вновь сражаются с Макбетом, который уничтожает статую Гудзона. Его друзья находятся в отчаянии, но Гудзон использует свою шкуру как оружие, сбежав от Занатоса. Все гаргульи рады их воссоединению, а Оуэн опускает руку в котёл жизни по локоть и она каменеет. |    |                                                          |                                   |                                                                 |                  |               |
| 29 | 16 | «Откровение» «Revelations»                               | Фрэнк Поур                        | Кэри Бейтс                                                      | 26 октября 1995  | 029           |
| Мэтт Блустон идёт по следу просветителей. Мэтт Блустон снова охотится за просветителями, которые всем заправляют. Он ищет 100 летнего старика, в прошлом Гангстера Мэйса Мэлоуна. Он находит его через пасынка Мэлоуна, благодаря бывшему напарнику Мартину Хакеру. Мэлоун предлагает Мэтту стать членом «Просветителей», если он приведёт гаргулью, давая понять, что Элиза связана с этими крылатыми существами. Мэтт приводит Голиафа в отель «Кабаль», чтобы найти улики, подтверждающие существование просветителей. Мэлоун отправляет Голиафа на муки в этом отеле, так как «Кабаль» полон иллюзий и обмана зрения, т.е сводит с ума. Помочь Голиафу мог лишь специальный ключ. К счастью, такой ключ обронил Мэтт и Голиаф подобрал его. Мэлоун находился в кабинете с пультом управления отелем и увидел ползущего голиафа в шахте лифта. Он хотел выстрелить в гаргулью, но Мэтт этого не позволил: они упали с ним в шахту. Голиаф схватил Мэтта и они улетели. Мэйс выжил, но обронил свой ключ и остался мучаться в отеле Кабаль. За то, что Мэтт привёл гаргулью, он стал просветителем. Членский значок ему прикрепил Мартин Хакер — он тоже оказался просветителем. |    |                                                          |                                   |                                                                 |                  |               |
| 30 | 17 | «Двойной капкан» «Double Jeopardy»                       | Фрэнк Поур                        | Кэри Бейтс                                                      | 6 ноября 1995    | 030           |
| Ксанатос с помощью Севариуса клонирует Голиафа без его ведома. В последней попытке получить живую гаргулью, Ксанатос заручается поддержкой Севариуса, чтобы клонировать Голиафа без его ведома. Результат — Файлог (Thailog), с присущей ему манией величия. Файлогу удаётся обмануть Занатоса и Севариуса, путём создания плана для собственного похищения Севариусом днём из Вайвернского замка, то есть Севариус якобы получил распоряжение от Занатоса похитить гаргулью у самого себя и потребовать выкуп в 20 миллионов долларов. Занатос и Севариус встречаются на заброшенной нефтяной вышке, и там их заключает в цепи Файлог. Вскоре к ним поспевает Голиаф и Элиза, которые тоже попадают в плен. Файлог разливает горючую жидкость, наши герои освобождаются, нефтяная вышка воспламеняется и Файлог погибает. Но Занатос верно предполагает, что клон жив. |    |                                                          |                                   |                                                                 |                  |               |
| 31 | 18 | «Новая версия» «Upgrade»                                 | Фрэнк Поур                        | Адам Гилад                                                      | 9 ноября 1995    | 031           |
| Новый робот-койот, версии 2.0 предлагает Стае модернизироваться. Новый робот-койот, версии 2.0 предлагает Стае модернизироваться. Волк становится мутантом, Гиена и Шакал киборгами, а Динго просто надевает мощный костюм. Голиаф, Элиза, Гудзон и Бронкс сражаются с стаей и бывшие телезвёзды взяли их в заложники. Благодаря наводке Лисы через рекламу по телевизору, «Трио» находит и спасает гаргулий и Элизу. Сплотившись в одну команду, они побеждают Стаю и уничтожают Койота. |    |                                                          |                                   |                                                                 |                  |               |
| 32 | 19 | «Защита» «Protection»                                    | Бутч Лукич                        | Гэри Сперлинг                                                   | 13 ноября 1995   | 032           |
| Элиза работает под прикрытием в качестве «оборотня в погонах», чтобы наказать Тонни Дракона. Элиза работает под прикрытием в качестве «оборотня в погонах», то есть лживого полицейского, чтобы проучить Тонни Дракона, который шантажирует владельцев малого бизнеса. Элиза встречает Дракона и предлагает партнёрство с ним, и в помощь предлагает своих гаргулий. Элиза привела Дракона в магазин мистера Джеффи(там под прикрытием работал Мэтт), где он снова вымогал деньги. Это все было заснято на скрытую камеру и преступника вновь забрала полиция. |    |                                                          |                                   |                                                                 |                  |               |
| 33 | 20 | «Клетка» «The Cage»                                      | Деннис Дж. Вудьярд                | Лидия Марано                                                    | 16 ноября 1995   | 033           |
| Мутанты-гаргульи узнают, что Севариус жив и жаждут мщения. Занатос начинает терять контроль над мутантами-гаргульями, живущими у него в Вайвернском замке, на вершине Eyrie Building, потому что Коготь узнал от Элизы, что Севариус инсценировал свою смерть. Голиаф, из страха, что Коготь убьёт Севариуса прежде, чем он может сделать противоядие от мутации, похищает Севариуса из лаборатории Генотех. Голиаф приносит в заброшенную лабораторию «Кибербиотики» и повелевает ему сделать лекарство от мутации. Коготь думает, что Севариус и Голиаф в сговоре и отправляется с кланом убить их обоих, но тут прибывает Занатос и успевает спасти генетика от гибели. Коготь наконец узнаёт правду о Занатосе и он и другие мутанты отправляются в канализацию, где создают лабиринт — пристанище для бедных и беспомощных. |    |                                                          |                                   |                                                                 |                  |               |
| 34 | 21 | «Авалон (часть 1)» «Avalon (Part 1)»                     | Деннис Дж. Вудьярд                | Лидия Марано                                                    | 20 ноября 1995   | 034           |
| История скитания яиц гаргулий после нападения викингов. Том, молодой мальчик из серий цикла «Пробуждение», приезжает в Нью-Йорк, в настоящее время ему 50. Он находит Голиафа и просит его о помощи, потому что яйца гаргулий, спасённые после нападения викингов, теперь находятся в опасности. Голиаф, Бронкс, и Элиза уходят с Томом на Авалон, а Том рассказывает, что случилось с ним, его матушкой, принцессой Катариной, Магусом, и яйцами после разграбления Вайвернского замка (см. 1-2 серии "Пробуждение.часть и 1-2). Все они отправляются к дяде Катарины, королю Кеннету, правителю Шотландии. Король влюблён в молодую леди Финеллу, которая испытывет чувства к амбициозному юноше Константину. Он просит Финеллу пригласить короля в уединённое место, чтобы объявить о их свадьбе. На самом же деле он убивает Кеннета и становистся королём Шотландии и хочет жениться на принцессе Катарине. Обиженая леди Финелла помогает бежать нашим героям на Авалон — магический остров. Но стражи Авалона — лунные сестры не пускают их, так как у Магуса находится волшебная книга Гриморум Арканорум, а на острове может быть задействована только авалонская магия. Тогда книгу забирают леди Финелла и мать Тома и возвращаются в Шотландию. А Том, Катарина, Магус и яйца оказываются на Авалоне. Время там течёт медленно — один час там равняется дню в обычном мире, поэтому Том смог прибыть из того времени. |    |                                                          |                                   |                                                                 |                  |               |
| 35 | 22 | «Авалон (часть 2)» «Avalon (Part 2)»                     | Деннис Дж. Вудьярд                | Лидия Марано                                                    | 21 ноября 1995   | 035           |
| Нападение Архмага и его союзников на Авалон. Наши герои прибывают на Авалон и обнаруживают, что на самом деле, яиц уже давно нет, а гаргульи выросли. Им угрожает Архмаг, спасённый им же самим из будущего после битвы (см. серия 11 «Долгий путь до рассвета») и наделённый ужасной силой — Глаз Одина во лбу, Врата феникса на груди и Гриморум в желудке. Все это ему дали три лунные сестры, которые тоже на его стороне, кроме того колдуну помогают Демона и Макбет, разум которых тоже управляется сёстрами. Голиаф, Анджела и Габриэль (гаргульи с острова) устраивают засаду, но это не помогает. Гаргульи терпят страшные потери. |    |                                                          |                                   |                                                                 |                  |               |
| 36 | 23 | «Авалон (часть 3)» «Avalon (Part 3)»                     | Деннис Дж. Вудьярд                | Лидия Марано                                                    | 22 ноября 1995   | 036           |
| Битва за Авалон. Для того, чтобы помочь в борьбе с Архмагом, Элиза пробуждает спящего короля: Артура Пендрагона. И они вместе начали сражаться со своими противниками. После долгой битвы Магус заковал в железные цепи трёх лунных сестёр и от упадка сил скончался. Король Артур сражался с Макбетом, остальные гаргульи с Демоной, а Голиаф с Анджелой отправились прямо в логово к Архмагу. После продолжительного боя, Голиаф вырывает изо лба Архмага Глаз Одина и тот, не справившись с силой Гриморума без глаза, погибает. Голиаф забирает глаз и Врата себе. Голиаф освободил лунных сестёр только после того, как они сняли с Макбета и Демоны чары, подавляющие их волю. Они отплыли от берега в полном беспамятстве. Вместе с Элизой, Анджелой и Бронксом они отчаливают от берега. «Авалон принесёт вас не туда, куда вы хотите, а где вам надо быть» — на прощание им сказал Том. |    |                                                          |                                   |                                                                 |                  |               |
| 37 | 24 | «Тени прошлого» «Shadows of the Past»                    | Кадзуо Тэрада                     | Постановка: Майкл Ривз и Бринн Стивенс Сценарий: Майкл Ривз     | 23 ноября 1995   | 037           |
| Путешествие в Шотландию, встреча с призраками. Первая остановка Авалонского турне в Шотландии. Родной дом гаргулий, где недавно стоял Вайвернский замок. Здесь, Голиаф должен сражаться с призраками викинга Хакона и капитаном Гвардии (см. 1-2 серия «Пробуждение»). Они высосали энергию из Голиафа и стали из плоти и крови благодаря древней магии и тут Капитан Гвардии решил искупить свою вину и толкнул Хакона в глубь мемориала, тем самым разрушив энергетическое поле и мечты Хакона о мести. Древняя магия в пещере исчезла. К Голиафу вернулись его силы и он простил бывшего «Капитана гаргулий». |    |                                                          |                                   |                                                                 |                  |               |
| 38 | 25 | «Наследие» «Heritage»                                    | Фрэнк Поур                        | Адам Гилад                                                      | 27 ноября 1995   | 038           |
| Путешествие в Канаду, встреча с индейским племенем. Канада. Здесь гаргульи встречаются с Вороном и бабушкой, двух детей Оберона. Для сохранения умирающего, почти безжизненного острова, вождь племени в деревне на острове должен бороться с Вороном, но он не верит в такие вещи, как магия. Голиаф, Анджела, Элиза и Бронкс помогают этому молодому человеку поверить в существование магических сил, пробудить в нём чувство ответственности за свой народ и его наследие и победить Ворона, тем самым спасти остров. |    |                                                          |                                   |                                                                 |                  |               |
| 39 | 26 | «Чудовища» «Monsters»                                    | Фрэнк Поур                        | Кэри Бейтс                                                      | 28 ноября 1995   | 039           |
| Путешествие в Шотландию, озеро Лох-Несс. Шотландия. Анджела захвачена Севариусом (выловлена из Лох-Несс после большого шторма на воде). От генетика она узнаёт, что её отец Голиаф. Анджела быстро находит общий язык с Несси — чудовищем из Лох-Несса, которое захватил Севариус с целью приманки остальных монстров и получения образцов их ДНК для все той же цели — генной инженерии, то есть создание подобных монстров для своих целей. Но на помощь как всегда приходят Элиза, Голиаф и Бронкс и монстры Лох-Несса освобождены. |    |                                                          |                                   |                                                                 |                  |               |
| 40 | 27 | «Голем» «Golem»                                          | Фрэнк Поур                        | Гэри Сперлинг                                                   | 14 декабря 1995  | 040           |
| Прага. Ренард переселяет свой дух в большую статую, чтобы вернуть себе способность передвигаться. Прага. Альцеон Ренард нанимает уголовника Томаса Брода, чтобы украсть Голема. Ренард переселяет свой дух в большую статую, чтобы вернуть себе способность передвигаться. Он терроризирует граждан и вызывает огромные разрушения. Голиаф и хранитель Голема, Лева указывают Ренарду на его проступок, и он отрекается от Голема и переселяется в своё тело. Лева приводит Голема, чтобы остановить Брода и его банду. |    |                                                          |                                   |                                                                 |                  |               |
| 41 | 28 | «Святилище» «Sanctuary»                                  | Деннис Дж. Вудьярд                | Кэри Бейтс                                                      | 18 декабря 1995  | 041           |
| Демона хочет жениться на Макбете в образе человека, чтобы унаследовать состояние Макбета. Париж. Файлог и Демона разработали план: Демона женится на Макбете в образе человека, а затем они его прячут в подвале, чтобы унаследовать состояние Макбета. Но Файлог ведёт двойную игру — он освобождает Макбета, чтобы они с Демоной убили друг друга и все деньги достались ему. Наши путешественники предотвращают это убийство и Демона, влюблённая в Файлога, улетает с ним, не зная его истинного обличия. А Анджела узнаёт что Демона ей мать и просит Голиафа рассматривать её как дочь, а не дитя всего клана. |    |                                                          |                                   |                                                                 |                  |               |
| 42 | 29 | «Без вести пропавший» «M.I.A.»                           | Кадзуо Тэрада                     | Роберт Коэн                                                     | 21 декабря 1995  | 042           |
| Лондон. Голиаф возвращается в 1940 год чтобы узнать, что случилось с пропавшей гаргульей. Лондон. Гаргульи Лео и Уна видят вину Голиафа в потере своего друга Гриффа и похищают Элизу, Анджелау и Бронкса. Голиаф использует врата Феникса чтобы оказаться в 1940 году во время Битвы за Британию, чтобы узнать, что случилось с Гриффом. Голиаф понимает, что Грифф не вернулся домой в 1940 году, поэтому он использует врата Феникса, чтобы перенести Гриффа и себя в настоящее время. Лео и Уна поняли, что это их собственная вина и их враждебность к Голиафу была не обоснованной. |    |                                                          |                                   |                                                                 |                  |               |
| 43 | 30 | «Скорбь» «Grief»                                         | Такамицу Кавамура и Кадзуо Тэрада | Постановка: Майкл Ривз и Бринн Стивенс Сценарий: Майкл Ривз     | 28 декабря 1995  | 043           |
| Египет. Стая призывает Анубиса, чтобы получить бессмертие. Голиаф, Элиза, Анджела и Бронкс встречают в Египте Эмира и Стаю (Динго среди них нет, в их рядах есть новый Койот 3.0.) и попадают в их плен. Стая здесь для того, чтобы получить бессмертие для Занатоса, но Эмир хочет воскресить своего сына, став сосудом для Древнеегипетского Бога смерти Анубиса, но Шакал толкает Эмира и становится аватаром Анубиса. Он разрушает Египетский город и уменьшает возраст четырёх путешественников до преклонного. Но Голиаф убеждает Эмира использовать свиток Тота и стать аватаром вместо Шакала. Эмир останавливает его и понимает, что смертные умирают в положенный им час. |    |                                                          |                                   |                                                                 |                  |               |
| 44 | 31 | «Королевство» «Kingdom»                                  | Боб Клайн                         | Марти Айзенберг и Роберт Н. Скир                                | 5 февраля 1996   | 044           |
| В подземном Нью-Йорке мутанты-гаргульи ссорятся за право возглавлять клан. Тем временем остальные гаргульи в Нью-Йорке переживают за Голиафа, Элизу и Бронкса и вся ответственность за клан лежит на Бруклине — он назначен вожаком в отсутствии Голиафа. В этой шкуре он чувствует себя весьма неуютно. Между тем мутанты в лабиринте стали защитниками бездомных, но Клык хочет свергнуть Когтя и стать вожаком клана. Но Бруклин и его друзья приходят на помощь своим собратьям и заключают Клыка в «тюрьму для гаргулий». |    |                                                          |                                   |                                                                 |                  |               |
| 45 | 32 | «Собака Ольстера» «The Hound of Ulster»                  | Боб Клайн                         | Постановка: Диана Дуэйн и Питер Морвуд Сценарий: Майкл Ривз     | 6 февраля 1996   | 045           |
| Ирландия. Голиафа, Элизу и Анджелу встречают Банши, которая враждебно принимает их за посланников Оберона. Банши захватывает Голиафа, Элизу и Анджелу в Ирландии для того, чтобы получить информацию о сборе, который устраивает владыка Авалона Оберон. Бронкс объединяет усилия с Рори Дуганом, который фактически является реинкарнацией древнего воина, чтобы спасти друзей-путешественников. Молли (подруга Рори, которая на самом деле Банши) пытается помешать молодому человеку вспомнить своё прошлое, ведь он когда-то давно сражался с этой ведьмой. Рори узнаёт правду о себе и Молли и вместе они освобождают Анджелу, Элизу и Голиафа (Бронкс здесь выступает в роли собаки Ольстера древнего воина). |    |                                                          |                                   |                                                                 |                  |               |
| 46 | 33 | «Время снов» «Walkabout»                                 | Деннис Дж. Вудьярд                | Постановка: Стив Перри Сценарий: Майкл Ривз                     | 7 февраля 1996   | 046           |
| Австралия. Перспективные нанотехнологии выходят из под контроля и грозят захватить Землю. Лиса и её мать Анастасия Ренард создают матрицу с использованием нанотехнологий и испытывают его в австралийской глубинке. Путешественники объединяют свои силы с Динго, потому что Матрица выходит из под контроля. Матрица развилась за пределы своей первоначально заданной программы и грозит охватить Землю микроскопическими машинами. Голиаф и Динго противостоят ей в Мире снов и Динго убеждает её придерживаться закона и порядка. |    |                                                          |                                   |                                                                 |                  |               |
| 47 | 34 | «Знак Пантеры» «Mark of the Panther»                     | Деннис Дж. Вудьярд                | Лидия Марано                                                    | 8 февраля 1996   | 047           |
| Нигерия. На девушке лежит заклятье, которое превращает их в пантер. Нигерия. Путешественники встречаются с Дианой Маза — матерью Элизы, когда браконьеры во главе с Тейяй хотят отомстить Фара Маку, который даровал знак пантеры этой юной девушке, из-за которого во время гнева Фара Маку и Тейя превращаются в пантер. Наши друзья узнают, что Фара Маку был отмечен этим знаком пауком Ананси, чтобы юноша мог навсегда к себе «привязать» Чай. Фара Маку понимает, что был эгоистом, вместе они побеждают Ананси и решают с девушкой использовать их проклятье для защиты джунглей. А Голиаф, благодаря совету Дианы, признаёт Анджелу своей дочкой (кстати именно в этой серии Элиза познакомила свою мать с гаргульями). |    |                                                          |                                   |                                                                 |                  |               |
| 48 | 35 | «Пендрагон» «Pendragon»                                  | Деннис Дж. Вудьярд                | Лидия Марано                                                    | 12 февраля 1996  | 048           |
| В Нью-Йорке появляется король Артур ищущий Эскалибур. Король Артур и Грифф телепортируются в Манхэттен из Лондона благодаря Камню Судьбы, и встречаются с Гудзоном и трио из Манхеттена клана. Артур и другие ищут Эскалибур, используя загадку про это меч, которую знают с детства. В то время Макбет шпионит за ними, намереваясь присвоить себе меч. В Бруклинском саду клан борется с приспешниками Макбета, в то время как Артур, Грифф и Макбет с ожившим каменным драконом, охраняющим меч. Артур достаёт меч из дракона и Макбет признаёт своё поражение. |    |                                                          |                                   |                                                                 |                  |               |
| 49 | 36 | «Глаз бури» «Eye of the Storm»                           | Боб Клайн                         | Кэри Бейтс                                                      | 13 февраля 1996  | 049           |
| Норвегия. Борьба за Глаз Одина, обладающий страшной силой. Норвегии. Один встречает путешественников и совершает множество безуспешных попыток, чтобы получить Глаз Одина, в том числе похищения Элизы, но Голиаф сам надевает глаз чтобы защитить своих близких. Голиаф становится неуправляемым из-за глаза, создаёт бури и захватывет его сподвижников в пещере. Он чуть не убивает Одина, но Анджела приводит отца в чувство, и Один освобождает Голиафа от глаза, извиняясь за беспокойство. |    |                                                          |                                   |                                                                 |                  |               |
| 50 | 37 | «Новые Олимпийцы» «The New Olympians»                    | Боб Клайн                         | Адам Гилад                                                      | 14 февраля 1996  | 050           |
| Путешественники оказываются на тайном острове Новый Олимп. Путешественники оказываются на тайном острове Новый Олимп, и встречают враждебно настроенные силы полиции и Элизу сажают втюрьму просто за то, что она человек. На суде её решили выпустить на свободу, но должна была остаться на острове навсегда. Тогда горожане устраивает бунт и Элизу снова упекают за решётку. Рядом с ней в тюрьме злой оборотень Протей. Когда Голиаф приходит вызволять Элизу, то Протей принимает её образ и Голиаф, попавшись на удочку оборотня, оказывается на его месте, т.е за решёткой. От шума Элиза просыпается и её освобождает «лже-Голиаф». Видя, что Голиаф днём не окаменел Элиза понимает, что это оборотень и рискуя своей жизнью спасает остров от взрыва, который планировал это рецидивист. Ввиду проявленной отваги, олимпийцы отпускают наших друзей с острова. |    |                                                          |                                   |                                                                 |                  |               |
| 51 | 38 | «Джунгли» «The Green»                                    | Такамицу Кавамура и Кадзуо Тэрада | Кэри Бейтс                                                      | 15 февраля 1996  | 051           |
| Лесной клан гаргулий защищает джунгли от браконьеров. Путешественники оказываются в Гватемале, где они встречают четверо гаргулий из клана майя, которые втянуты в войну с лесозаготовительной компанией для того, чтобы защитить свои леса, являющиеся для них родным домом. Престон Фогель нанимает Шакала и Гиену, чтобы остановить гаргулий, терроризирующих лесорубов, и Гиена решила разрушить магический амулет, который предотвращает гаргулий майя от обращения в камень на рассвете, в то время как Шакал отвлекает гаргулий, уничтожая деревья в лесу. Шакал планирует уничтожить всех каменных гаргулий на рассвете. Их планы терпят неудачу, и Фогель решает отменить проект «Кибербиотики» по освоению тропического леса. |    |                                                          |                                   |                                                                 |                  |               |
| 52 | 39 | «Часовой» «Sentinel»                                     | Боб Клайн                         | Кэри Бейтс                                                      | 19 февраля 1996  | 052           |
| Гаргульи встречают на острове Пасхи иноземные силы. Элиза спит, когда путешественники достигают острова Пасхи. Пришелец- дозорный Ноккар, по ошибке принимает гаргулий за враждебных существ, посланных его врагами. Он промывает Элизе мозги от ложных воспоминаний (временная амнезия) и та встречает учёных археологов, знакомых нам по серии 17 «Маяк в океане времён». Они пытаются вылечить Элизу, но Голиаф забирает её. Голиаф напоминает своей подруге об их старой дружбе, о чём та не по своей воле запамятовала. Ноккар захватывает гаргулий в плен, но Элиза чувствует привязанность к гаргульям и освобождает их. Ноккар видит, что воспоминания Элизы о гаргульях не ложны и отпускает их. |    |                                                          |                                   |                                                                 |                  |               |
| 53 | 40 | «Бусидо» «Bushido»                                       | Деннис Дж. Вудьярд                | Гэри Сперлинг                                                   | 20 февраля 1996  | 053           |
| Гаргульи прибывают в Японию, где в тихой деревушке жители живут рядом с гаргульями. Авалон приносит наших героев в небольшую деревню Ишимура в Японии, где большой клан гаргулий живут среди людей. Бизнесмен, Таро, объединяется с гаргульей Яма в проектировании и строительстве парка развлечений с гаргульями, который должен был поразить людей со всего мира своей изюминкой. Гаргулий, в том числе Голиафа , Анджелу и Бронкса, похитела группа наёмных ниндзя из Ишимура в течение дня их доставили в парк. Таро рассказал гаргульям, что пригласил их в этот зал лишь только для того, чтобы порадовать детишек. Гаргульи всё же решили покинуть «Саркофаг», но Таро всячески пытался остановить их(Анджела, Бронкс и Голиаф даже были посажены в тюрьму для гаргулий). Яма понял, что Таро использует гаргулий для собственной выгоды и вмечте с Элизой они помогают сбежать гаргульям. Клан вернулся обратно в Ишимура, а Таро был опозорен перед прессой. |    |                                                          |                                   |                                                                 |                  |               |
| 54 | 41 | «Заоблачные отцы» «Cloud Fathers»                        | Деннис Дж. Вудьярд                | Лидия Марано                                                    | 21 февраля 1996  | 054           |
| Гаргульи прибывают в Аризону, где Занатос начинает строительство на индейских землях. Питер Маза доходит до Аризоны, чтобы посетить Бет Маза, потому что обеспокоен тем, что Занатос планирует сделать с племенными землями, арендованными им. Между тем наши путешественники встречаются с Бет и Питэром, и Элиза знакомит своих родственников с гаргульями. Голиаф и Анджела отправляются на разведку, но их захватывает новый робот - Койот 4.0 (сделан из переплавленного котла жизни из серии «Цена»), чтобы использовать их в качестве приманки для настоящего оборотня Койота. Робот Койот поймал Койота-оборотня, который был в образе молодого Питера Мазы. Робот требовал от оборотня бессмертия, но их отвлёк танцор, выполняющий танец Койота(им оказался Питер Маза). Настоящий Койот в это время уничтожает робота и план Занатоса проваливается. Койот рассказывает Питеру Мазе о их древней связи и убеждает его не забывать своё прошлое. |    |                                                          |                                   |                                                                 |                  |               |
| 55 | 42 | «Схватка при луне» «Ill Met by Moonlight»                | Деннис Дж. Вудьярд                | Постановка: Диана Дуэйн и Питер Морвуд Сценарий: Майкл Ривз     | 22 февраля 1996  | 055           |
| Оберон возвращается на Авалон и требует покинуть остров людей и гаргулий. Путешественники снова возвращаются на Авалон. Там их враждебно встречает бывший владыка острова — Оберон, покинувший остров со своими детьми тысячу лет назад. Сейчас он заявил, что остров принадлежит ему, его детям и бывшей супруге Титании, которые все это тысячелетие жили среди людей. Тогда Голиаф и друзья бросают ему вызов, но он им не по силам. До этого Титания намекнула нашим друзьям, что Оберон боится железа (вот почему три лунные сестры были скованы Магусом в сериях 34-36 «Авалон.части 1-3» и оказались беспомощными). Том отлил из железа Колокол и вернувшийся победитель Оберон после схватки с гаргульями стал проигравшим, услышав оглушительный звон колокола. Он разрешил принцессе Катарине и гаргульям жить на острове и сам остался там обитать со своей супругой Титанией. «Пришло время всеобщего сбора» — сообщил он. |    |                                                          |                                   |                                                                 |                  |               |
| 56 | 43 | «Будущее время» «Future Tense»                           | Боб Клайн                         | Марти Айзенберг и Роберт Н. Скир                                | 25 апреля 1996   | 056           |
| Голиаф и компания возвращаются в Нью-Йорк спустя 40 лет. Голиаф и компания возвращаются в Нью-Йорк и узнают, что прошло уже 40 лет. Город захвачен Занатосом (вернее программой, работающей на энергии его мозга). Жители города находятся в полном страхе и им ничего не остаётся как повиноваться, но это касается не всех. Есть лагерь повстанцев в который входят: Мэтт Блустон, Кулак, Бруклин, Демона(встала на путь истинный), ослепший Бродвей, Лексингтон, Лиса и сын Занатоса — Александр. Гудзон погиб во время схватки с Занатосом. Анджелу и Элизу сразу похищают. Повстанцы проникают в логово к Занатосу и после длительного сражения в живых остаётся только Элиза и Голиаф. Элиза просит Голиафа дать ему врата Феникса, чтобы все изменить, Голиаф неохотно соглашается, но Элиза просит дать их ей в руки, сама она взять не может. «Ты не Элиза!» — прокричал Голиаф. Это оказался Пак, который просто не хотел идти на сбор к своему повелителю Оберону и хотел чтобы Голиаф добровольно отдал врата Феникса. Голиаф просыпается и видит, что Элиза, Анджела и Бронкс рядом с ним. Он произносит заклинание, врата времени открываются и он бросает врата феникса, чтобы те сгинули во тьме времён и ими никто не смог больше воспользоваться. |    |                                                          |                                   |                                                                 |                  |               |
| 57 | 44 | «Сбор (часть 1)» «The Gathering (Part 1)»                | Боб Клайн                         | Лидия Марано                                                    | 29 апреля 1996   | 057           |
| Оберон прибывает в Нью-Йорк чтобы найти Пака, но совершает другое открытие. Сбор начался на Авалоне. Оберон решает отправиться в Манхэттен, чтобы вернуть свого слугу Пака. Между тем, семьи Ренарда и Занатоса собираются в Eyrie Building, чтобы увидать новорождённого — Александра Лис Занатоса — сына Жанин (Лисы) и Дэвида. Оберон появляется там и обнаруживает, что Анастасия Ренард никто иная как его жена Титания в человеческом обличии. Когда она жила среди людей она приняла образ Анастасии, вышла замуж за бизнесмена Альцеона Ренарда и родила дочку. Теперь она убеждала Оберона, что мальчика необходимо забрать на Авалон, чтобы развивать его магические способности, ведь у Лисы, живущей среди людей, они не развились. Они дали родителям лишь час на прощание с ребёнком, а сами откланялись. А в это время наши путешественники прибывают в Нью-Йорк и понимают, что они прибыли не просто домой, а Авалон отправил их на новое задание — спасти Александра Занатоса. Для защиты Замка, Оуэн создал силовое поле вокруг замка и сказал Занатосу, что Оберон боится железа, а сам ушёл, не желая участвовать в этой операции. А Оберон уже приближался. Он стал ростом с Eyrie Building, Вайвернский замок. |    |                                                          |                                   |                                                                 |                  |               |
| 58 | 45 | «Сбор (часть 2)» «The Gathering (Part 2)»                | Боб Клайн                         | Постановка: Лидия Марано и Гэри Сперлинг Сценарий: Лидия Марано | 30 апреля 1996   | 058           |
| Оберон пытается проникнуть в небоскрёб Занатоса, гаргульи принимают участие в битве. Оберон отчаянно пытается проникнуть через силовое поле вокруг Eyrie Building. Занатос использует роботов из железного клана, чтобы остановить его, а Альцеон Ренард роботов из своей «Крепости-2» и уменьшает Оберона до нормальных размеров. Клан Голиафа приходит на выручку. Оберон пробирается в замок через подвал, где силовое поле не действует — он разрушил силовые блоки и поле перестало работать. Занатосы, отец и сын встречают Оберона на крыше, и Петрос попадает в него гарпуном из железа. И тут появляется Оуэн, который на самом деле оказался… Паком. Когда много лет назад дети Оберона стали жить среди людей, Пак позаимствовал образ Оуэна у Престона Фогеля, помощника Ренарда и стал ещё чопорнее. При их знакомстве с Занатосом эльф предложил — или Пак исполняет одно его желание или Оуэн служит ему всю жизнь. Занатос выбрал последнее и забыл кто на самом деле Оуэн Бернетт. Пак тоже не смог остановить Оберона. Владыка Авалона подошёл к кровати с младенцем, но Лиса ненамеренно от злости направила на него огромный поток магической энергии. Тогда Голиаф переубедил Оберона, что если Лиса смогла сохранить свои способности, то, что же мешает Александру Занатосу обучаться магии среди людей. Наставником младенца стал Пак, которого Оберон навечно изгнал с Авалона и разрешил ему пользоваться магией только при обучении ребёнка. Оберон и Титания откланялись, а Занатос поблагодарил Голиафа за помощь и был у него в неоплатном долгу. |    |                                                          |                                   |                                                                 |                  |               |
| 59 | 46 | «Вендетта» «Vendettas»                                   | Боб Клайн                         | Кэри Бейтс                                                      | 1 мая 1996       | 059           |
| Гаргульям противостоят личные мстители. Голиаф и Гудзон находятся на патрулировании, когда они подвергаются нападению Волка, владеющим боевым топором, содержащим призрак Хакона. Когда Волк потерял сознание, Хакон вселился в его тело, потом даже сумел управлять Гудзоном. Они перебираются на свалку, где Голиаф борется с Волком, а Гудзон с Хаконом. Гудзон разрушает топор, из-за отсутствия источника энергия Хакон исчезает, а Волк оказывается поверженным под грудой металла. На протяжении всего эпизода гаргулий выслеживает Винни — человек, который терпел много неудач из-за гаргулий. Он стреляет в Голиафа из «Мистера Картера» банановым кремом. |    |                                                          |                                   |                                                                 |                  |               |
| 60 | 47 | «Разборки» «Turf»                                        | Деннис Дж. Вудьярд                | Марти Айзенберг и Роберт Н. Скир                                | 6 мая 1996       | 060           |
| Томас Брод переехал в Нью-Йорк и борется с Тонни Драконом за сферы влияния. Томас Брод переехал в Нью-Йорк и борется с Тонни Драконом за сферы влияния. Элиза, чтобы засадить обе банды за решётки, внедряется в шайку Брода в образе Салли с целью учащения стычек между криминальными авторитетами. После неудачных попыток Элиза просит помощи у «Трио», которое не ладит из-за борьбы за внимание Анджелы. Благодаря их поддержке обе банды посажены за решётку. |    |                                                          |                                   |                                                                 |                  |               |
| 61 | 48 | «Новый поворот» «The Reckoning»                          | Деннис Дж. Вудьярд                | Постановка: Гэри Сперлинг Сценарий: Лидия Марано                | 7 мая 1996       | 061           |
| Файлог создаёт гаргулий-клонов клана Голиафа. Демона схвачена и заключена в тюрьму в лабиринте, где живёт Коготь и его клан. Там Демона узнаёт, что Анджела её дочь. Файлог клонирут Гудзона и «Трио» и создаёт клона из ДНК Элизы и Демоны и получается Дэлайла. Файлог освобождает Демону и гаргульи впервые дерутся со своими клонами. Их берут в плен, но когда Файлог захотел убить Анджелу, Демона освобождает Голиафа со словами: «Спасай нашу дочь!». Тогда снова начинается схватка — Коготь с Клыком, тоже сбежавшим из лабиринта, Демона с Файлогом и гаргульи с клонами. Когда все увидели падающих в огонь Демону и Файлога клоны перешли к клану Когтя, а Анджела была очень сильно расстроена, думая, что её мать погибла. |    |                                                          |                                   |                                                                 |                  |               |
| 62 | 49 | «Одержимость» «Possession»                               | Деннис Дж. Вудьярд                | Кэри Бейтс                                                      | 8 мая 1996       | 062           |
| Пак на примере Камнехлада обучает сына Занатоса переселению душ. Несколько попыток Занатоса и Оуэна отделить три души Камнехлада потерпели неудачу, поэтому Пак решает сделать это, представив урок Александру на тему «Переселение душ». Пак превращается в Голиафа, а Александр в Гудзона. Там он использует магическое заклинание, чтобы временно переселить души Отелло, Дездемоны и Яго в тела Бродвея, Анджелы и Бруклина соответственно (хотя ни одна гаргулья не знала о последнем переселении Яго-Бруклин). Затем Пак вселяется в Камнехлада и заманивает настоящего Голиафа и Гудзона в Eyrie Building, где эльф активизирует Сталехлада и Огнехлада, которые нападают на гаргулий. Оставшаяся часть Манхэттен клана приходит на помощь и Яго не хочет быть в теле Бруклина — ему по нраву Сталехлад. Тогда Александр (в теле Лексингтона) удовлетворяет просьбу Яго и делает то же самое для Отелло и Дездемоны, теперь они в Камнехладе и Огнехладе. Сталехлад улетает и теперь Камнехлад и Огнехлад в ответе за его поведение. |    |                                                          |                                   |                                                                 |                  |               |
| 63 | 50 | «Сезон Охоты (часть 1)» «Hunter's Moon (Part 1)»         | Деннис Дж. Вудьярд                | Майкл Ривз                                                      | 13 мая 1996      | 063           |
| Люди Демоны пытаются украсть Д-17 со склада предприятия Занатоса, появление новых охотников за гаргульями. У Элизы временный напарник в дневную смену Джейсон Канмор, Охотник. Он выдаёт себя за детектива, чтобы побольше узнать о гаргульях. Они вместе арестовывают воров укравших Д-17 со склада предприятия Занатоса. Эти воры были наняты Доминик Дестин (Демоной). Она нанимает к себе на работу Робин Канмор, которая тоже является охотником. А тем временем у Занатоса выманивает информацию о гаргульях третий охотник — Джон Канмор, который выдаёт себя за тележурналиста. Элиза просит гаргулий проследит за 2 складами с Д-17. На один из складов заявляется Демона и «Трио» не смогло её остановить. На другом складе гаргулий встречают Охотники и по ошибке принимают Анджелу за Демону. Анджела сильно ранена и Голиаф поклялся, что отомстит. В этой серии показан Гилкомгейн - первый в истории охотник (см. серию 22 «Каменный город. Часть 1»). |    |                                                          |                                   |                                                                 |                  |               |
| 64 | 51 | «Сезон Охоты (часть 2)» «Hunter's Moon (Part 2)»         | Деннис Дж. Вудьярд                | Майкл Ривз                                                      | 14 мая 1996      | 064           |
| Охотники на воздушном судне провоцируют гаргулий на нападение. Война Голиафа с охотниками продолжается. Анджелу спасает от смерти Элиза. Следующей ночью гаргульи выходят на поиск охотников. Голиаф застаёт Элизу дома, которая целуется с Джейсоном. Расстроенный Голиаф в порыве гнева атакует вместе с Бруклином и Лексом атакуют корабль охотников. Там они встречаются с Демоной, которая прилетела с той же целью (они заключают временное перемирие). Робин и Джон Канморы сажают их в камеру, но благодаря сообразительности Лекса они сумели выбраться оттуда и временно отступить. Благодаря установленному жучку на теле Голиафа, охотники выслеживают гаргулий и находят их обитель. Они взрывают башню полицейского участка. Они взрывают башню полицейского участка…(Показан 1495, когда Демона крадёт плиту Медичи и её преследует охотник). |    |                                                          |                                   |                                                                 |                  |               |
| 65 | 52 | «Сезон Охоты (часть 3)» «Hunter's Moon (Part 3)»         | Деннис Дж. Вудьярд                | Майкл Ривз                                                      | 15 мая 1996      | 065           |
| Гаргульи и охотники несут потери и готовы уничтожить друг друга. Охотники уничтожили часовую башню, но гаргульи спаслись.(Элизу из полицейского участка вовремя вынес Джейсон Канмор). Мстительный Голиаф преследует Охотников на плотине, где он толкает Джейсона Канмора в пропасть, но случайно сбивает Элизу и не может её спасти. Элиза и Джейсон, казалось бы мертвы и Голиаф и Охотники намерены отомстить друг другу за смерть близких (брат и сестра к тому же хотят наказать гаргулий за смерть отца-охотника, Чарльза Канмора, убитого в 1980 году в Нотр-Даме. Там Демона похищает статую гаргульи, которая поможет защитить гаргулий от «глобальной чистки Земли от живого»). Робин Канмор раскрывает дьявольский планы Демоны по уничтожению всего рода человеческого с Земли (для этого плана Демоне как раз нужны были Д-17, плита медичи и статуя гаргульи) и показывает их брату. Они отправляются в Собор Святого Дамиана, где Демона собирается осуществить этот чудовищный обряд. Их останавливает клан Голиафа и выжившие Элиза и Джейсон. Голиаф разбивает статую гаргульи и если Демона приведёт в действие заклинание погибнут и люди и гаргульи. Демона в ярости улетает. Робин и Джейсон Канмор одумались и решили больше не охотится за гаргульями, с чем был категорически не согласен Джон. Он хотел выстрелить в Голиафа, но попал в своего брата. Во всем он обвинил гаргулий и поклялся охотиться за ними и дальше. А Собор уже окружила полиция, которую уже не мог сдерживать Мэтт Блустон. Тогда гаргульям на помощь прилетел на вертолёте Занатос и предложил им в качестве нового (хотя и хорошо забытого старого) жилья Вайвернский замок. Гаргульям больше ничего не оставалось как принять данное предложение. |    |                                                          |                                   |                                                                 |                  |               |

### Сезон 3: Хроники Голиафа (1996—1997)
В 1996 году Дисней закрыл оригинальный мультсериал, но телеканал ABC поддержал продолжение, переименовав мультсериал в «Гаргульи: Хроника Голиафа». Обновлённое 13-серийное произведение с новыми сценаристами и аниматорами переехало в утреннюю субботнюю сетку вещания ABC. События сериала происходят после финальных серий 2-го сезона и строятся на отношениях гаргулий и людей, только недавно узнавших о гаргульях и ксенофобно к ним относящихся. Стилистика сериала немного изменилась, фоновые кадры стали более масштабными и детализированными. Магическая составляющая мира гаргулий сведена к минимуму.
| No. | #  | Название                                           | Режиссёр          | Автор                         | Дата показа      | Код продукции |
| --- | -- | -------------------------------------------------- | ----------------- | ----------------------------- | ---------------- | ------------- |
| 66 | 1  | «Дорога» «The Journey»                             | Чарльз Э. Бастьен | Грег Вайсман                  | 7 сентября 1996  | 066           |
| Теперь гаргульи живут в Вайвернском замке, но им угрожает таинственная организация «Каменотёсы», возглавляемая Джоном Кастауэем (Более известном как Джон Канмор из серий 50-52 «Сезон Охоты»).                                             |    |                                                    |                   |                               |                  |               |
| 67 | 2  | «Выкуп» «Ransom»                                   | Чарльз Э. Бастьен | Адам Гилад                    | 14 сентября 1996 | 067           |
| Кандидат в мэры, резко негативно относящийся к гаргульям, хочет привлечь к себе внимание, похитив сына Занатоса и потребовав в обмен на него живую гаргулью.                                                                                |    |                                                    |                   |                               |                  |               |
| 68 | 3  | «Беглецы» «Runaways»                               | Чарльз Э. Бастьен | Лидия Марано                  | 21 сентября 1996 | 068           |
| После большой ссоры с Голиафом Бруклин начинает дружить с двумя подростками, сбежавшими из дома. |    |                                                    |                   |                               |                  |               |
| 69 | 4  | «Бродвей в Голливуде» «Broadway Goes to Hollywood» | Чарльз Э. Бастьен | Кэри Бейтс и Эрик Левальд     | 28 сентября 1996 | 069           |
| Стремясь улучшить отношения гаргулий с людьми, Лиса отправляется с Бродвеем в Голливуд, чтобы начать его телевизионную карьеру, но им в этом мешают Гиена и Шакал…                                                                          |    |                                                    |                   |                               |                  |               |
| 70 | 5  | «По следу Бронкса» «A Bronx Tail»                  | Чарльз Э. Бастьен | Эрик Левальд                  | 5 октября 1996   | 070           |
| Бронкс отстал от своего клана и сдружился с сбежавшим мальчиком. |    |                                                    |                   |                               |                  |               |
| 71 | 6  | «Свет гаснет» «The Dying of the Light»             | Чарльз Э. Бастьен | Джулия Левальд и Эрик Левальд | 26 октября 1996  | 071           |
| Единственный глаз Гудзона, спобный видеть, перестаёт служить своему хозяину. Тогда Гудзону помогает его друг — слепой писатель Роббинс и отправляет его к окулисту. Не обходится и без участия каменотёсов, у которых есть зуб на гаргулий. |    |                                                    |                   |                               |                  |               |
| 72 | 7  | «Правосудие для всех» «And Justice for All»        | Чарльз Э. Бастьен | Эрик Левальд                  | 2 ноября 1996    | 072           |
| После неудавшейся попытки предотвращения грабежа, Голиаф пойман полицией и сидит в тюрьме. Ему назначен государственный адвокат. |    |                                                    |                   |                               |                  |               |
| 73 | 8  | «Загубленное бытие» «Genesis Undone»               | Чарльз Э. Бастьен | Эрик Левальд                  | 9 ноября 1996    | 073           |
| Файлог и другие клоны умирают от неизвестной болезни. Гаргульи из Манхэттен клана ищут доктора Севариуса, чтобы помочь клонам. |    |                                                    |                   |                               |                  |               |
| 74 | 9  | «Поколения» «Generations»                          | Чарльз Э. Бастьен | Брукс Вахтел                  | 16 ноября 1996   | 074           |
| После ссоры с Голиафом, Анджела находит утешение у своей матери — Демоны и попадается на её удочку. |    |                                                    |                   |                               |                  |               |
| 75 | 10 | «А если сбудется?» «For It May Come True»          | Чарльз Э. Бастьен | Лен Ули и Эрик Левальд        | 23 ноября 1996   | 075           |
| Из-за сомнений Голиафа по поводу своей судьбы, Титания показывает ему иной вариант — Голиаф человек, женат на Элизе, у них есть дети, он работает на злодея Занатоса, а гаргульи и в помине не знают никакого Голиафа.                      |    |                                                    |                   |                               |                  |               |
| 76 | 11 | «Служить человечеству» «To Serve Mankind»          | Чарльз Э. Бастьен | Эрик Левальд                  | 30 ноября 1996   | 076           |
| Просветители похищают Голиафа и промывают ему мозги для того, что бы он убил Эгона Пакса - человека, выступающего за мир во всем мире. |    |                                                    |                   |                               |                  |               |
| 77 | 12 | «Не верь глазам» «Seeing Isn't Believing»          | Чарльз Э. Бастьен | Стив Каден и Эрик Левальд     | 8 февраля 1997   | 077           |
| Злой оборотень Протей сбежал с острова «Новый Олимп» и отправился в Нью-Йорк, чтобы отомстить Элизе и Голиафу за прошлые обиды. |    |                                                    |                   |                               |                  |               |
| 78 | 13 | «Ангелы в ночи» «Angels in the Night»              | Чарльз Э. Бастьен | Эрик Левальд                  | 15 февраля 1997  | 078           |
| За спасение поезда от крушения из-за амбиций Джона Кастауэя и Каменотёсов, граждане наконец принимают гаргулий такими какие они есть. |    |                                                    |                   |                               |                  |               |

## DVD релизы
| Сезон                | Сезон | Произведение              | Эпизоды      | Дата релиза DVD |
| -------------------- | ----- | ------------------------- | ------------ | --------------- |
|                      | 1     | The Complete First Season | 13           | 7 декабря 2004  |
|                      | 2     | Season Two, Volume 1      | 26           | 6 декабря 2005  |
| Season Two, Volume 2 | 2     | 26                        | 25 июня 2013 |                 |
|                      | 3     | The Goliath Chronicles    | 13           | н/д             |